# Scientology

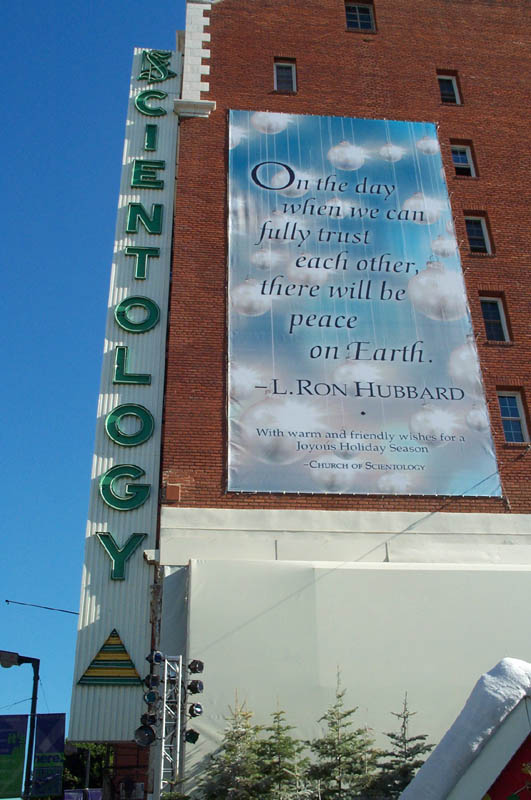
Un palazzo di Scientology ad Hollywood

Scientology (pron. [ʃenˈtɔloʤi]; in inglese [sʌɪənˈtɒlədʒi]), più raramente Chiesa di Scientology, è una setta che ha sede principale negli Stati Uniti e che raccoglie e diffonde dal 1954 l'insieme delle credenze e pratiche ideate da L. Ron Hubbard che hanno a fondamento una serie di testi tra cui il suo libro Dianetics. Il nome del movimento è a volte tradotto in italiano come scientologia.
Hubbard ha dato nel tempo diverse definizioni di Scientology, parallelamente al suo sviluppo. L'organizzazione non ha una propria definizione di cosa sia Scientology, salvo presentare le parole del suo fondatore. Nel suo primo libro sul soggetto la definisce "lo studio e il modo di occuparsi dello spirito in relazione a se stesso, agli universi e ad altre forme di vita". Sul sito del movimento si legge che la parola scientology deriva dal latino scio ("sapere") e dal greco logos ("studio di"). Il significato di scientology, si afferma nel sito, è "sapere come sapere".
La qualifica di Scientology è argomento di dibattito: se fonti terziarie la caratterizzano come "associazione religiosa" o "filosofia religiosa" o "movimento religioso", altre fonti la definiscono una setta. Il Cesnur la include tra le religioni e movimenti del potenziale umano.
Da un punto di vista giuridico il riconoscimento dello status di "religione" è accordato alla Chiesa di Scientology solo in alcuni Stati (per esempio Stati Uniti e Australia); la corte suprema dell'Inghilterra l'ha riconosciuta nel 2013; in Europa, nella maggioranza degli Stati, non gode dello status di religione riconosciuta.
Secondo Scientology nel 2005 l'organizzazione contava otto milioni di praticanti. Fonti esterne tuttavia ridimensionano molto la cifra con numeri variabili tra i quarantamila e i cinquecentomila praticanti in tutto il mondo.
La Chiesa di Scientology Internazionale (Chiesa madre) si trova a Los Angeles. Altra sede di Scientology, soprannominata Int Base o Gold, si trova a nord delle cittadine statunitensi di San Jacinto e Hemet. Ivi è la sede del Religious Technology Center (RTC), che gestisce i marchi d'impresa dell'organizzazione. Qui inoltre si trovano le sedi dei più importanti dipartimenti dell'organizzazione, incluso Golden Era Productions, una divisione cinematografica. Sede operativa di grande rilevanza è la Flag Land Base che si trova nella costa est degli Stati Uniti, nella cittadina di Clearwater in Florida.
Dopo la morte di Hubbard nel 1986 il movimento è guidato da David Miscavige, presidente del consiglio d'amministrazione del Religious Technology Center.

## Storia
La storia di Scientology è una setta strettamente legata a quella del suo fondatore L. Ron Hubbard, scrittore statunitense che iniziò la propria carriera negli anni trenta con opere di fantascienza, western, avventure, romanzi sentimentali, fantasy, gialli. Tra le sue opere letterarie di narrativa: Il tenente, Missione Terra, Battaglia per la Terra, Ritorno al domani e Le quattro ore di Satana.
Dopo una vita avventurosa e movimentata e, secondo i documenti presentati in un caso legale americano, anche molto colorita di episodi frutto soltanto di una fervida fantasia (il giudice Breckenridge della Corte suprema dello stato della California per la Contea di Los Angeles nel giudicare il Caso No. C420153, 16 ottobre 1984[15] disse di Hubbard: "Le prove ritraggono un uomo che è stato letteralmente un bugiardo patologico in relazione alla sua storia, al suo passato e alle sue imprese"), Hubbard ottenne grande successo nel 1950 con il libro Dianetica (Dianetics: The Modern Science of Mental Health), nel quale descrive un metodo o disciplina che viene definito dai suoi sostenitori "un sistema per l'analisi, controllo e sviluppo del pensiero umano, che fornisce anche tecniche per ottenere maggiori capacità, razionalità e libertà dalla scoperta della singola fonte delle aberrazioni che sono la causa delle malattie psicosomatiche".
Esponenti della comunità psichiatrica e scientifica (come ad esempio il Dr. Morris Fishbein) criticarono duramente le teorie di Hubbard e la loro mancanza di scientificità. Nonostante ciò, Dianetics fu un grande successo editoriale, e conta a oggi oltre venti milioni di copie vendute. La pubblicazione del libro e il suo grande successo popolare portarono alla fondazione di istituti denominati Hubbard Dianetics Research Foundations in alcune città degli Stati Uniti, provocando inizialmente forte entusiasmo e seguito.
Tuttavia, in poco più di un anno, il clamore si sgonfiò, lasciando Hubbard e le sue Fondazioni piene di debiti e con una serie di problemi pratici da affrontare:
- le crescenti critiche interne che lamentavano l'assoluta mancanza di metodo scientifico nelle pratiche di quella che doveva essere una "scienza della mente"; l'accorpamento di nozioni mistiche e metafisiche; l'atteggiamento sempre più autoritario di Hubbard.
- un'indagine dell'Associazione Medica del New Jersey sulla Fondazione Dianetics della città di Elizabeth, accusata di insegnamento illegale della medicina[21][22][23].
- la perdita temporanea di Hubbard dei diritti sulle sue Fondazioni a favore di Don Purcell, che lo aveva salvato dai debiti.

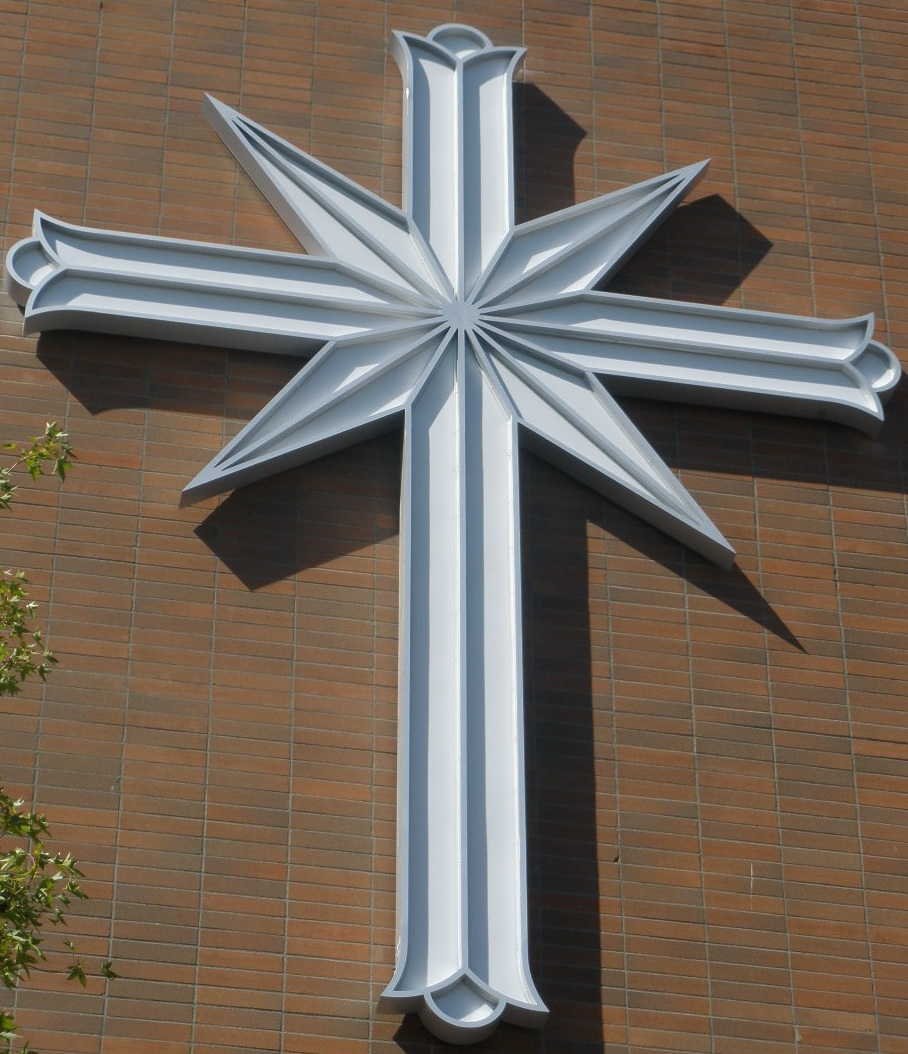
La croce di Scientology

Fu in quel periodo che Hubbard rese pubbliche le sue congetture relative alla natura spirituale umana, indipendente dal corpo e dalla mente: l'essere spirituale userebbe la mente e il corpo per agire nell'universo fisico che lo circonda. Hubbard prese quindi momentaneamente le distanze da Dianetics, ormai in mano a Purcell, e nel 1952 fondò la Hubbard Association of Scientologists, da cui nacque nel 1954 Scientology. Frattanto era rientrato in possesso dei diritti di Dianetics, entità che a tutt'oggi è componente integrante di Scientology e viene da più parti definita un "gruppo di facciata" per veicolare tra le file di Scientology persone con problemi interpersonali o di scarsa autostima che mai penserebbero di affidare i propri problemi a una chiesa o religione.
Nel 1959, l'H.A.S.I. (Hubbard Association of Scientologists International) in un bollettino ciclostilato informa delle diverse sedi operative al tempo: Washington, Londra, Melbourne, Johannesburg e Los Angeles al civico 971 di S. Westmoreland Avenue, tutte sotto la supervisione di L. Ron Hubbard.
Nel corso degli anni sessanta, Hubbard venne considerato persona non gradita in Gran Bretagna, nel 1978 condannato in contumacia da un tribunale francese per frode a quattro anni di carcere, dopo che già era stato espulso dalla Grecia e rifiutato dalla Rhodesia.
Nel 1967, a seguito dei crescenti problemi che lui stesso e la sua organizzazione stavano sperimentando nel Regno Unito, e ai resoconti non lusinghieri dei media locali, Hubbard fondò l'"Organizzazione del Mare" (Sea Org) e insieme a una cerchia di fedelissimi prese il mare a bordo di due navi e uno yacht acquistati all'uopo, autoproclamandosi Commodoro della sua piccola flotta privata.
Trascorse i successivi otto anni incrociando nel Mediterraneo e al largo delle coste nordafricane e portoghesi. Il comportamento non sempre chiaro dei suoi seguaci, le frequenti shore story (storie inventate di pura fantasia) usate con le diverse autorità portuali in merito ai loro scopi e presenza, il fatto che i capitani della sua flotta non fossero sempre all'altezza dei compiti di governo dei natanti fecero sì che il gruppo fosse regolarmente al centro di controversie e talora di vibranti proteste delle popolazioni locali, e in certe circostanze la flotta dovette precipitosamente abbandonare il porto o le venne ordinato di salpare l'ancora.
Uno degli scopi dichiarati della sua presenza nel Mediterraneo era condurre spedizioni archeologiche per provare le teorie sulle sue presunte vite passate. Il resoconto di tali spedizioni è stato pubblicato dallo stesso Hubbard con il titolo Mission Into Time.
Tra le accuse mosse ai membri dell'organizzazione vi erano anche quelle di spionaggio, e proprio di spionaggio (e cospirazione) si resero colpevoli nei confronti del governo statunitense dodici alti funzionari dell'organizzazione, tra cui la stessa moglie di Hubbard. La vicenda esplose nel 1977 e vide i congiurati finire condannati dal governo degli Stati Uniti e Hubbard citato come co-cospiratore non imputato. Scientology ne censurò il comportamento. Si trattava dell'Ufficio del Guardiano (Guardian's Office), altrimenti noto come GO. Era stato istituito nel 1966 per curare gli affari legali ed esterni dell'organizzazione. Oggi non esiste più, essendo stato sostituito all'inizio degli anni ottanta dall'attuale amministrazione dell'organizzazione con l'Ufficio degli affari speciali, o OSA.
Secondo i seguaci e la dirigenza del movimento "nel GO si erano infiltrate persone esterne ed esso aveva fallito la sua missione di proteggere l'organizzazione". Le condanne inflitte per azioni antigovernative colpirono però i vertici stessi del GO, tra cui la moglie e braccio destro di Hubbard. Il GO era stato costituito come unità indipendente che rispondeva unicamente a Mary Sue Hubbard, nominata "Controllore a vita" delle sue attività proprio dal marito e fondatore (Organization Executive Course, vol. 7, p. 503). Secondo le testimonianze di diversi fuoriusciti di alto livello che all'epoca lavoravano ai vertici dell'organizzazione, Mary Sue Hubbard, massimo dirigente del Guardian's Office e suo Controllore, obbediva e rispondeva delle sue azioni e decisioni unicamente al marito.
Le operazioni illecite del GO erano venute alla luce grazie alla denuncia e alle testimonianze di un suo operativo, tale Meisner, colto in atteggiamenti sospetti all'interno di un edificio del Governo da dove da tempo asportava documenti riservati. Sul momento era stato rilasciato, ma era partita un'inchiesta. Dopo diverse settimane di latitanza, secondo le sue parole protetto dall'organizzazione stessa, Meisner si costituì alle autorità e collaborò con esse per quell'indagine federale che avrebbe portato prima alle irruzioni nelle sedi di Scientology di Washington e Los Angeles e al sequestro di migliaia di documenti interni, e poi al processo e alla condanna dei vertici del GO.
Allorché le attività illecite del GO divennero di pubblico dominio, la dirigenza di Scientology disse di essersi adoperata al suo smantellamento e di averne allontanato i leader corrotti e deviati. Attualmente le cariche un tempo ricoperte dal Guardian's Office sono di pertinenza dell'Ufficio affari speciali, OSA. Uno dei passi intrapresi da Scientology per evitare che storie come quella del GO potessero ripetersi in futuro, fu l'istituzione del Religious Technology Center (RTC), presieduto da David Miscavige, una struttura che da allora ha lo scopo di mantenere la religione pura e conforme agli insegnamenti del suo Fondatore.
Alcuni osservatori esterni, che erano al corrente degli eventi culminati nello smantellamento del GO, hanno spesso rimarcato i modi decisi e la determinazione con cui l'intera situazione è stata affrontata. Quindi Scientology ha riallacciato le sue relazioni con il governo degli Stati Uniti e ottenuto dall'Internal Revenue Service (l'ufficio del fisco statunitense) il pieno status di associazione esentasse, operante esclusivamente a fini umanitari e religiosi.
Il 14 febbraio 1978 L. Ron Hubbard fu processato e condannato in contumacia a 4 anni di prigione e al pagamento di una multa di 35 000 franchi francesi (7 000 dollari) da un tribunale francese di Parigi che lo riconobbe colpevole di truffa. Oltre a lui furono condannati altri tre scientologist, Henry Laarhuis, Jacqueline Valentin e Georges Andreu. Fu emanato nei suoi confronti anche un mandato di cattura internazionale.
Per questa condanna, insieme al clamore suscitato dal processo e forse nel timore di essere messo personalmente sotto inchiesta, nel 1982 Hubbard si ritirò dalla scena ed entrò in esilio volontario in una località segreta.
Solo al momento della sua morte, avvenuta per ictus il 24 gennaio del 1986, si saprà che il luogo prescelto per quell'esilio era un lussuoso ranch di 65 ettari chiamato Whispering Winds a Creston, in California, dove in quegli anni era stato accudito da una coppia di coniugi scientologist, Pat e Ann Broeker.
Nonostante Pat Broeker fosse ritenuto il legittimo erede della dirigenza del movimento, alla morte del fondatore il comando passò a sorpresa, e non senza polemiche interne, nelle mani dell'attuale leader, David Miscavige. Miscavige era membro del gruppo dei "Messaggeri del Commodoro", la fazione più potente all'interno di Scientology in cui era entrato giovanissimo, al seguito dei genitori e senza nemmeno avere terminato la scuola superiore che, a suo dire, era solo una perdita di tempo. Il gruppo capitanato da Miscavige fece piazza pulita dei suoi oppositori interni e da allora gestisce fermamente il comando, con il compito di mantenere l'ortodossia degli scritti e delle pratiche, senza sostituirsi ad Hubbard nel ruolo di Fondatore della religione.
Nel 1993, non senza suscitare vibranti proteste e controversie, l'Internal Revenue Service (IRS), ufficio delle tasse americano, riconobbe piena esenzione fiscale a Scientology e alle organizzazioni a essa affiliate, riconoscendone il carattere religioso.
Nel 1994 sul newsgroup alt.religion.scientology cominciò la diffusione in Internet degli scritti segreti di Scientology, quelli che costituiscono i suoi "livelli avanzati di conoscenza". L'organizzazione non gradì e diede origine a una serie di battaglie legali per proteggere la propria proprietà intellettuale dalla distribuzione non autorizzata, vedendo in alcuni casi riconosciuti i propri diritti sui copyright violati. La cosa suscitò molto scalpore e ancor più controversie, dando il via a un infuocato dibattito che vide coinvolti i libertari della Rete. Fu in quel periodo, e a seguito della iper-reazione di Scientology, che tra di essi nacque un vero interesse per il movimento e i suoi metodi, e iniziarono a nascere innumerevoli siti critici e di denuncia. Da allora, e nonostante le azioni legali intraprese, il contenuto dei livelli segreti di Scientology è comunque diventato di pubblico dominio e discussione.

### La morte di Lisa McPherson

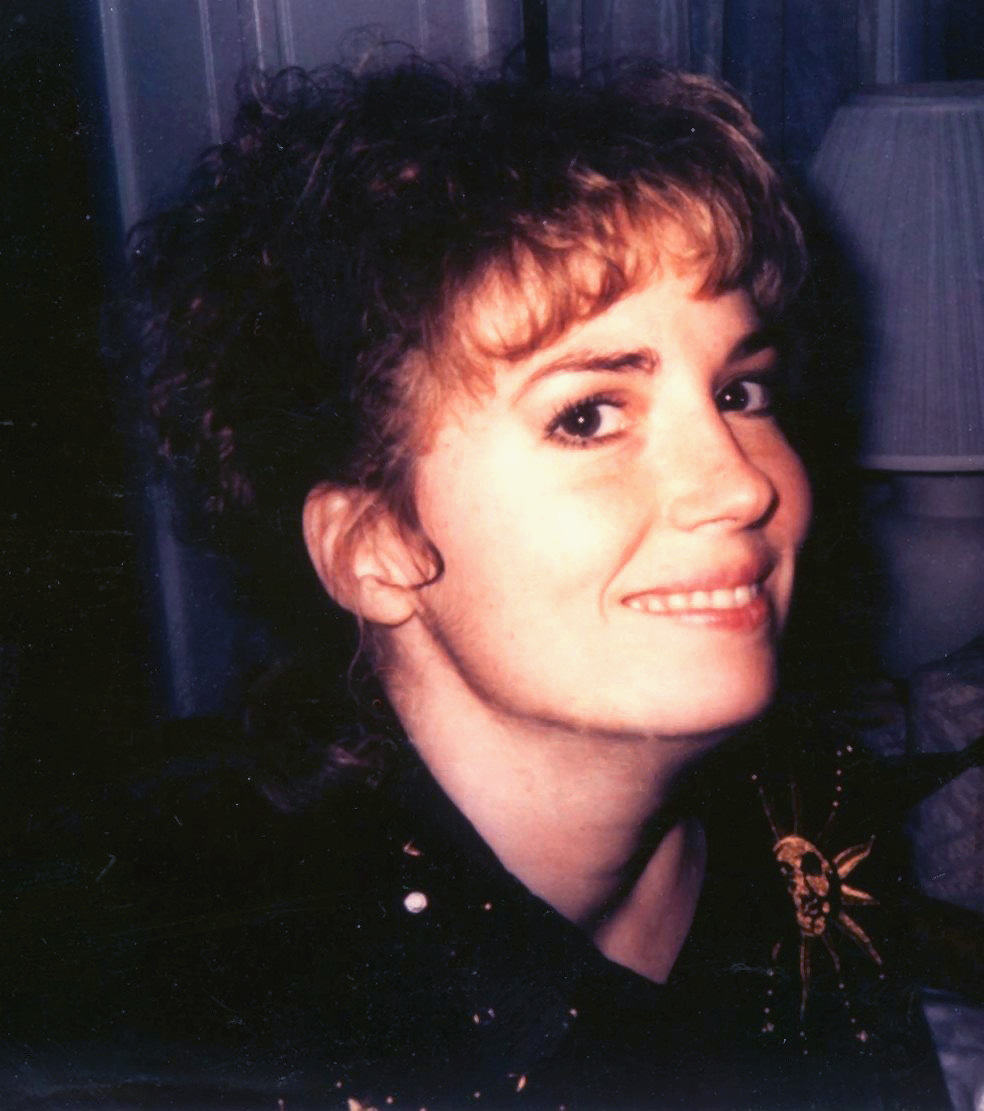
Lisa McPherson, morta dopo 17 giorni di segregazione nella camera 174 del Fort Harrison Hotel a Clearwater in Florida

Nel 1995 la morte di Lisa McPherson, avvenuta il 5 dicembre 1995 all'età di 36 anni dopo diciassette giorni di segregazione nella camera 174 del Fort Harrison Hotel (struttura di proprietà di Scientology) a Clearwater in Florida, creò al movimento una pessima pubblicità. Lisa McPherson, originaria del Texas, si era unita a Scientology nel 1977 all'età di 18 anni, era una scientologist che aveva da poco raggiunto lo stato di "Clear" cioè libera da aberrazioni e comportamenti irrazionali. Si calcola che durante tutto il periodo in cui era stata in Scientology (18 anni), Lisa abbia "donato" alla Chiesa circa 125 000 dollari.
Nel 1994 Lisa aveva cercato di uscire dal movimento senza riuscirci. Nel giugno del 1995, la Chiesa di Scientology sottopose Lisa all'Introspection Rundown in quanto ritenuta mentalmente instabile. Una volta giudicata guarita, Lisa attestò lo stato di Clear nel settembre del 1995. Il 18 novembre 1995 Lisa McPherson fu coinvolta in un piccolo incidente stradale mentre era a bordo della sua Cherokee Jeep del 1993. Uscita dall'auto si era spogliata nuda in mezzo al traffico cittadino. I paramedici decisero di portarla al Morton Plant Hospital per accertamenti.
A un certo punto Lisa disse ai paramedici che si era spogliata per essere portata al sicuro, il personale ospedaliero la dichiarò illesa, ma decisero di tenerla una notte in osservazione. Ricoverata nel reparto psichiatrico per accertamenti, contro il parere medico aveva chiesto di essere dimessa (gli scientologist mantengono un atteggiamento ostile nei confronti della psichiatria e delle sue pratiche) e si era affidata alle cure dei compagni scientologist al Fort Harrison Hotel, dove poi trovò la morte. Il rapporto del medico legale riferì di segni di disidratazione, costrizione fisica e forte deperimento. Durante i 17 giorni di prigionia, Lisa fu sottoposta nuovamente all'Introspection Rundown. Non poteva parlare con nessuno, non poteva guardare la TV, telefonare o avere alcun contatto con l'esterno.
Scientology negò ogni sua implicazione e contestò tenacemente la versione offerta dal Medico Legale Joan Wood, dando origine a un caso giudiziario tra l'organizzazione, la Procura e la famiglia della ragazza. La Chiesa di Scientology fu incriminata di omicidio colposo, abuso/negligenza di un adulto disabile e abuso della professione medica. Anche l'attuale leader di Scientology, David Miscavige, venne citato in giudizio nella causa civile su richiesta del giudice James S. Moody nel 1999. Le accuse contro la Chiesa di Scientology in Florida sono state ritirate dopo che il Medico Legale dello stato cambiò la causa del decesso da "indeterminato" a "incidente" il 13 giugno 2000. Lisa McPherson è ufficialmente deceduta a causa di una embolia polmonare. La causa civile intentata dalla famiglia della vittima contro la Chiesa di Scientology è stata regolata il 28 maggio 2004. Fannie McPherson, madre di Lisa, continua ancora oggi la sua battaglia contro Scientology.

## Dottrina
Essenzialmente, Scientology afferma che le reali potenzialità dell'essere umano (visto come un essere spirituale immortale che, continuamente, dopo ogni morte si trova forzato a prendere possesso di un nuovo corpo) sarebbero superiori a quelle che normalmente usa, e comprenderebbero il potere di guarire dalle malattie con la sola forza del pensiero (poiché il 90% di esse sarebbe solo psicosomatico), il controllo cosciente di ogni parte del corpo e la facoltà di abbandonare il corpo fisico per vagare nello spazio in forma incorporea. Gli esseri umani non avrebbero normalmente accesso a queste facoltà a causa di crimini commessi (gli atti overt) o di traumi fisici e mentali subiti sia nella vita attuale che in quelle precedenti; questi andrebbero a immagazzinarsi in una parte della mente denominata "mente reattiva", una raccolta di ricordi, sotto il livello di consapevolezza di una persona, che influenza negativamente la sua "mente cosciente". Questa "mente reattiva", in situazioni di dolore, incoscienza o forti stress negativi, memorizzerebbe la sensazione provata insieme a una rappresentazione totalmente dettagliata del luogo e della situazione in cui si trova, creando un tipo di ricordo inconscio, chiamato engram. Questi resterebbe intatto e latente nella "mente reattiva" attraverso tutte le reincarnazioni, finché non si presenta una situazione (o non ci si reca in un luogo) i cui contenuti siano simili a quelli fissati nell'engram: allora l'engram verrebbe ristimolato nella mente reattiva e darebbe luogo a una serie di patologie o di complessi psicologici. Scientology definisce Clear l'essere umano libero dai suoi traumi (privo di engram) e cosciente della sua "mente reattiva" e di tutte le sue reali capacità. In effetti, mancando a Scientology una teologia e un concetto di Dio definito, e non richiedendo di aver fede in esso, secondo alcuni non potrebbe essere definita a rigor di termini una religione, bensì un culto o un sistema di auto-miglioramento.
Il cammino verso lo stato di Clear ("ripulito", in italiano), che significa privo di "mente reattiva", passa tra l'altro attraverso diversi corsi e livelli di auditing, una tecnica uno-a-uno tra un praticante (detto auditor) che pone domande e un "paziente" (detto preclear) che cerca nella sua mente e fornisce risposte. Questi livelli di auditing, detti "Gradi", come tutti i corsi e i servizi di Scientology sono a pagamento. Nel 2004, la tariffa per il regular auditing si attestava a 8470 dollari (per 12,5 ore), mentre altri corsi erano quotati tra i 30 e i 50000 dollari a seconda della tipologia. Non è dato sapere quanti di tali pacchetti siano necessari per raggiungere Clear, ma si ipotizza non un numero contenuto. Dopo aver ottenuto lo "stato di Clear" si presume che l'individuo possa ulteriormente innalzarsi attraverso altri 8 livelli spirituali, chiamati livelli OT (in italiano Thetan Operante), da OT I a OT VIII.
Scientology rifiuta di divulgare il contenuto di tali livelli avanzati perché L. Ron Hubbard sosteneva che chiunque ne fosse venuto a conoscenza senza l'adeguata preparazione avrebbe rischiato di morire, così come egli stesso avrebbe rischiato la vita durante la ricerca che aveva portato alle sue presunte scoperte (Rif. Ron's Journal, 67). Tuttavia alcuni di quei contenuti sono stati resi noti da ex-membri che hanno abbandonato l'organizzazione, e sono in circolazione a partire dagli anni settanta, con una diffusione particolare su Internet in tempi recenti. Questo materiale è stato oggetto di varie speculazioni.

### I thetan

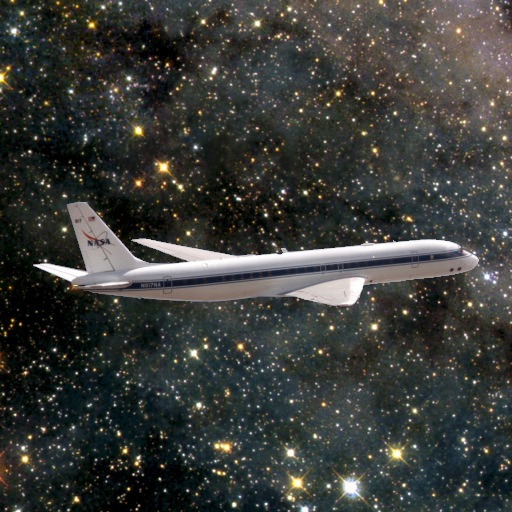
Illustrazione artistica di uno degli spazioplani di Xenu, secondo la descrizione di Hubbard

In Scientology esistono due concetti, quello di thetan e quello di body-thetan. Il concetto di thetan è simile a quello di "spirito" o "anima" utilizzato in altre religioni. In Scientology il thetan rappresenta la fonte della vita o la vita in sé. In Scientology si ritiene che il thetan (e non il sistema nervoso centrale) comandi il corpo attraverso punti di comunicazione. In particolare, sul sito ufficiale, si legge che il thetan è ciò che anima il corpo e utilizza la mente. In Scientology credono che i thetan rinascano di volta in volta in nuovi corpi attraverso un processo chiamato "assunzione", concetto analogo a quello di reincarnazione. Con body thetan si fa invece riferimento a un thetan (spirito) che è bloccato su (o vicino a) un corpo umano. Tale circostanza ha origine nella vicenda di Xenu. Per alcuni anni il racconto sui "body thetan" è stato divulgato tra studenti e staff attraverso audio-cassette. In seguito fu riservato solo a coloro che raggiungevano il livello denominato OT3.
In una parte del materiale riservato ai membri del livello OT3, detto "Il Muro del Fuoco", L. Ron Hubbard narra che nei suoi viaggi extracorporei per l'universo avrebbe scoperto che i guai degli esseri umani odierni deriverebbero da una punizione inflitta all'umanità 75 milioni di anni fa da Xenu. Gran parte di questa fu uccisa e i loro spiriti (thetan) sono adesso attaccati ai nostri corpi. I membri dell'organizzazione entrano in contatto telepatico con questi thetan e fanno ricordare loro i crimini di Xenu. In questo modo, secondo Hubbard, i thetan si staccano e possono incarnarsi in altri corpi ed entrare in uno dei giochi della vita (i thetan pensano di essere degli individui solo se incarnati in un corpo: nel mondo in cui viviamo, giacché hanno dimenticato la loro autentica identità spirituale, i thetan credono di essere soltanto dei corpi).

### La parola malcompresa
Altra peculiarità dottrinale di Scientology è la parola malcompresa, ovvero la parola il cui significato non sia chiaro in tutte le sue accezioni. Oltrepassare una "parola malcompresa" in fase di studio provocherebbe, secondo Hubbard, un pericoloso processo d'introversione, l'abbandono dello studio e la commissione di "overt", cioè di quegli atti "contro sopravvivenza" che impediscono di liberare il vero potenziale spirituale. Scientology dispone di una cosiddetta "Tecnologia di Studio" a cui dedica un vero e proprio corso religioso/specialistico e ha inventato ben nove metodi diversi di "chiarimento di parole". I vari metodi di chiarimento della parola si basano sull'utilizzo dei cosiddetti "Demokit", oggetti qualunque anche di uso quotidiano (o rappresentazione fatta con tali oggetti), alla portata di tutti, che servono a creare la massa necessaria affinché un concetto venga compreso: infatti nel momento in cui si deve chiarire una parola, il Demokit prende il nome del concetto, cosicché lo sforzo nella comprensione della parola è il minimo possibile e anzi, l'utilizzo esperto e mirato di questa tecnologia (metodo) permette non solo di risolvere qualsiasi tipo di malcomprensione, ma anche di accelerare i tempi nello studio di qualsiasi disciplina che pure esuli dai "Corsi" proposti da Scientology (sia di carattere umanistico/letterario che di carattere scientifico). Egli stesso afferma che tale metodo non si applica soltanto alle parole nuove, ma anche a quelle usate abitualmente o già sentite. In ogni sua classe di studio sono disponibili numerosi dizionari, distinti in un certo numero di dizionari della propria lingua madre e in un "dizionario dei termini tecnici" di Scientology; vi è infine un "Supervisore", persona che ha lo scopo di aiutare gli studenti per eventuali dubbi nello studio del corso e di verificare la loro comprensione dei termini; il Supervisore è addestrato in maniera tale da riconoscere negli studenti se è in atto una malcomprensione in base ai loro atteggiamenti di fronte al "Corso" (libro di testo da studiare con l'ausilio dell'apposita tecnologia).

### L'etica
Aspetto dottrinale importante è poi l'etica, definita come «razionalità volta al più alto livello di sopravvivenza per l'individuo, la razza futura, il gruppo, l'umanità e le altre dinamiche prese collettivamente. L'etica è ragione. Il più alto livello etico consiste in concetti di sopravvivenza a lungo termine […]» [enfasi in originale]. L'individuo "fuori etica" non può ambire alla sopravvivenza suprema in quanto spirito. Allo scopo il movimento dispone di una "Sezione di Etica" a cui il seguace si rivolge o viene inviato quando si riscontrano situazioni non ottimali nella sua vita personale o di gruppo. La Sezione, gestita da un "Ufficiale di Etica", metterà a punto programmi speciali (spesso a pagamento) atti a riportare "in" la sua "etica". Situazioni che possono riguardare la Sezione di Etica sono: omosessualità; familiari critici verso l'adesione del seguace; critiche all'organizzazione, al suo fondatore, alla dottrina; ritardi in classe; rifiuto di chiarire parole; problemi vari con il movimento.
Secondo i critici, l'etica viene spesso usata come forma punitiva e come una potente forma di controllo individuale tesa a ottenere obbedienza e conformità.
È fatto obbligo ai seguaci di controllarsi a vicenda e di riferire alla "Sezione di Etica", tramite apposito "Rapporto per Conoscenza", ogni situazione "fuori etica" riscontrata nei compagni.

### L'antipsichiatria
Fin dalla sua fondazione Scientology è stata al centro di molte polemiche, procedimenti giudiziari e contenziosi legali che danno la cifra visibile della diffidenza suscitata e dei problemi creati dall'organizzazione e dai suoi seguaci o, nell'ottica di Hubbard, dell'enorme complotto contro Scientology montato dai suoi nemici. Secondo Scientology il conflitto risale al 1950 periodo in cui, a suo dire, "la psichiatria aveva legami strettissimi con i servizi di controspionaggio americani e prosperava grazie ai copiosi stanziamenti dello Stato". Nel maggio di quell'anno Ron Hubbard aveva pubblicato Dianetics: Scienza Moderna della Salute Mentale (ribattezzato poi in Italia alla fine degli anni ottanta Dianetics: La forza del pensiero sul corpo) in cui, tra l'altro, etichettava come pericolosi gli ultimi ritrovati della farmacologia psichiatrica e disumani i trattamenti a base di elettroshock e lobotomia. Il volume si presentava come un facile manuale di psicoterapia "fai da te" e venne immediatamente stigmatizzato dalla comunità medica, la quale sottolineò che non esisteva alcun riscontro scientifico alle affermazioni "scientifiche" dell'autore, e sottolineava i potenziali pericoli dello sperimentare pratiche psicoterapiche senza alcuna preparazione specifica se non, appunto, quel confuso manuale.
Le forti critiche di merito avanzate dall'American Medical Association (AMA), dalla American Psychological Association (APA) e dalla American Psychiatric Association (APA) fecero ritenere ad Hubbard di essere in presenza di un "complotto psichiatrico" teso a minare le sue scoperte, che a suo dire rappresentavano un valido sostituto, se non l'unico, alle pratiche di salute mentale fino allora utilizzate. Secondo Hubbard la setta psichiatrica esisterebbe dall'inizio dei tempi e sarebbe una falsa scienza che vuole l'asservimento a sé delle masse, che spersonalizzerebbe senza alcuna pietà e che avrebbe inventato dolore e sesso all'unico scopo di rendere schiavi. La vera conoscenza dianetica, asseriva, salverà la Terra (e in seguito anche l'intero universo) estirpando piaghe sociali come, secondo il movimento, l'omosessualità, la psicologia, il comunismo, l'abuso di alcolici e stupefacenti, l'eccessiva promiscuità sessuale. La "setta degli psichiatri" e i nemici di Scientology sarebbero strumenti di Xenu.
Il sentimento anti-psichiatrico di Scientology è talmente radicato nella sua dottrina che il movimento rifiuta di dare la sua speciale assistenza spirituale, definita auditing, a chi in passato si sia avvalso di terapie psichiatriche o abbia fatto uso di psicofarmaci. Secondo dottrina, infatti, gli psicofarmaci e le pratiche psichiatriche in genere danneggerebbero irrimediabilmente lo spirito o thetan, rendendo inutile qualsiasi intervento di Scientology, "unica speranza per l'Umanità", e condannando irrimediabilmente l'individuo "all'oblio". Un notevole documento scritto da Hubbard nel 1968 mostra come egli pensasse di essere, insieme alla sua organizzazione, in guerra con la professione mentale di tutto il mondo. In una direttiva esecutiva intitolata The War, Hubbard proclamava: «Psichiatria e "salute mentale" fu scelta come veicolo per minare e distruggere l'Occidente! E noi ci siamo messi di mezzo.»
In quella lettera annunciava che lo scopo di Scientology era diventato «l'eradicazione della psichiatria». A proposito della sfida lanciata da Scientology contro psichiatria e salute mentale, Hubbard affermò che «è una guerra dura. Tutte le guerre sono dure. E non è finita.». Strategicamente, Hubbard dichiarò: «il nostro errore è stato quello di non aver assunto il controllo totale di tutte le cure mentali dell'Occidente. Bene, faremo anche quello». Parimenti, due anni dopo Hubbard annunciò: «sto lavorando per coesionare [sic] tutte le persone sino a ora formate in associazioni professionali di ogni Paese, e per organizzare le cose in modo da prendere il controllo delle strutture di "cura mentale" e degli stanziamenti sociali del Pianeta.»

## Prassi
Quello che Scientology offre ai suoi adepti è sostanzialmente la partecipazione a corsi e a procedimenti di auditing di livello sempre più avanzato e di costo sempre più elevato, allo scopo di liberarli dai traumi delle vite precedenti e aiutarli a raggiungere lo stato di Clear e i successivi Livelli OT.

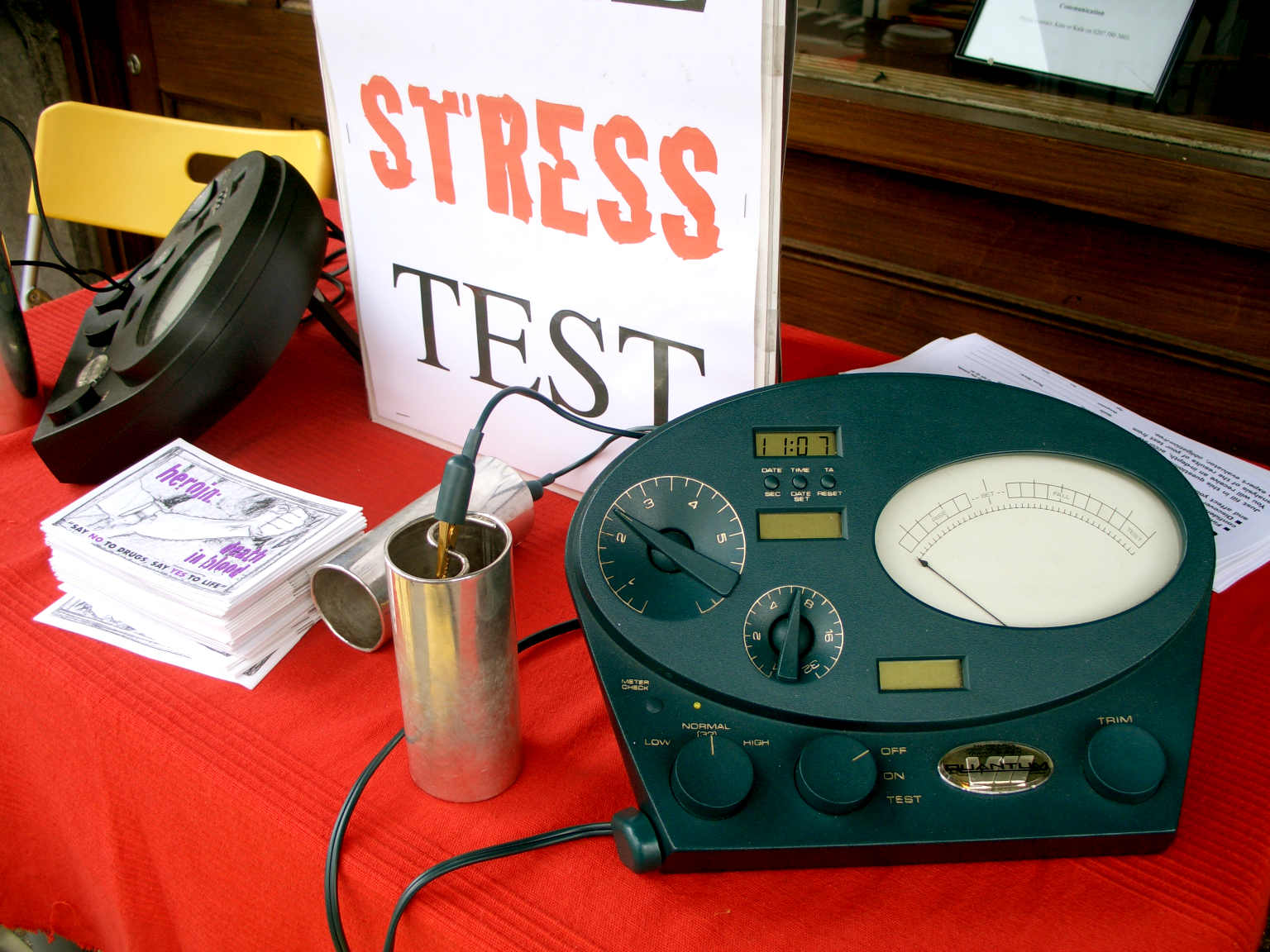
E-meter o elettro-psicometro

Durante questi corsi vengono svolte delle sessioni di auditing (ascolto) in cui si utilizza uno strumento, l'E-meter o elettro-psicometro. Si tratta sostanzialmente di un ponte di Wheatstone che misura la resistenza elettrica cutanea del corpo umano, uno dei parametri valutati anche dalla macchina della verità. Scientology sostiene che tali variazioni nella resistenza del corpo siano dovute a variazioni della sua massa, generate dalla mente dell'individuo che richiamerebbe o sposterebbe delle corrispondenti "masse di energia". Secondo Hubbard si tratterebbe di reale "massa mentale" con un suo peso, tanto che, sul manuale "Comprendere l'Elettrometro", scrive: «un thetan può accrescere la massa del corpo creando rappresentazioni tramite immagini mentali e introducendole in esso e può ridurne nuovamente la massa allontanandole dal corpo. Questa prova è stata fatta veramente. Sono stati aggiunti e sottratti a un corpo circa nove chili (trenta libbre) effettivamente misurati su delle bilance, facendo creare alla persona Energia mentale.»
Secondo i regolamenti interni di Scientology, l'Auditor deve conformare il suo comportamento al Codice dell'Auditor, che prevede tra l'altro il segreto professionale. Ma c'è chi afferma che le informazioni personali raccolte dall'Auditor non siano considerate del tutto confidenziali, e possano essere messe a disposizione di altro personale dell'organizzazione per scopi diversi dall'assistenza spirituale: ad esempio dell'addetto alle vendite (registrar) per persuadere il membro ad acquistare ulteriori corsi o servizi facendo leva sulle sue difficoltà; dell'ufficiale di etica per correggere comportamenti non ritenuti conformi o per impedire che il seguace abbandoni l'organizzazione.
Ex membri hanno testimoniato l'esistenza di una pratica detta di "scrematura" delle cartelle di auditing alla ricerca di situazioni o confessioni potenzialmente compromettenti da potere usare contro il seguace riottoso. Non si sa quanto questa pratica sia effettivamente diffusa, o se sia ancora in uso. Gli accertamenti e le intercettazioni telefoniche disposte dal giudice istruttore milanese Guicla Mulliri nel corso dell'indagine giudiziaria degli anni ottanta hanno evidenziato che il personale addetto alla vendita era a conoscenza di situazioni confidenziali dei seguaci.
Sono organizzate periodicamente crociere che costituiscono un importante momento di condivisione e conoscenza per i membri. Esiste un corpo da alcuni definito paramilitare, la "Sea Organization", con gradi e uniformi tipici della Marina, e simili titoli e uniformi portano anche gli alti membri dell'organizzazione. La Sea Org rappresenta il plotone degli "ufficiali leali" che resistettero alla forza distruttiva di Xenu, il regnante galattico che secondo Hubbard, con l'ausilio degli psichiatri, fu responsabile del plagio ipnotico di massa avvenuto 75 milioni di anni fa.
Secondo una testimonianza giurata di Warren McShane, ex Ispettore Generale del Religious Technology Center, «Le uniformi sono disegnate per riflettere la confederazione Galattica, che noi crediamo sia esistita moltissimi anni fa. Infatti sul cappello che indossiamo abbiamo un emblema, spiegato nel nostro dizionario tecnico. Una corona di alloro con 26 foglie che rappresentano i 26 pianeti esistenti in questo settore dell'universo. La stella dell'emblema riflette lo spirito e lo indossiamo come simbolo di ciò che rappresentiamo, chi noi siamo».
Tranne il primo, i corsi di Scientology sono invariabilmente a pagamento e il loro costo è tanto più alto quanto più sono avanzati. A un adepto possono venire richieste somme molto forti per la frequentazione dei corsi, o gli può essere proposto di lavorare per l'organizzazione per un salario simbolico, usufruendo pertanto dei corsi gratuitamente o a prezzo ridotto. Se però lo "staff" abbandonerà l'incarico prima della scadenza del contratto di collaborazione (che può essere di due anni e mezzo, di cinque anni o di un miliardo di anni nel caso dei membri della "Sea Org") sarà tenuto a pagare, se vuole continuare a usufruire di corsi e servizi, ciò che viene definito "conto freeloader" (scroccone), cioè l'ammontare a prezzo pieno di tutti i corsi e servizi fatti a condizioni agevolate. Anche se si trattava di semplici corsi amministrativi per la gestione dell'organizzazione.

### I costi
Definita come la religione più costosa della Terra, in Scientology esistono precisi listini per qualsiasi prodotto (libri, audiocassette, ecc.) o servizio (auditing, corsi, ecc.) proposto dall'organizzazione.
Dai "listini delle donazioni obbligatorie" interni si può quantificare in circa 25 000 euro il costo complessivo per raggiungere lo "stato di Clear", e in circa 250 000 euro quello per l'ottenimento del livello di OT VIII, il più alto attualmente a disposizione.
La quantificazione dei costi di frequentazione e di illuminazione è comunque estremamente difficile, in quanto molto dipende dal "caso" del soggetto. Oltre al percorso "standard" che tutti i seguaci sono tenuti a percorrere, vi è poi una serie pressoché infinita di corsi o servizi diversi che bisogna acquistare in caso di necessità. L'auditing professionale (venduto a pacchetti di 12 ore e mezza) può andare da un minimo di 110/120 euro/ora fino a 1 000 o più dollari orari, a seconda della qualifica dell'auditor o del prestigio della "organizzazione" (org) in cui viene amministrato. La quantità di ore necessarie per risolvere un particolare problema (anche di etica) o per sottoporsi a una revisione dipende naturalmente dal soggetto.

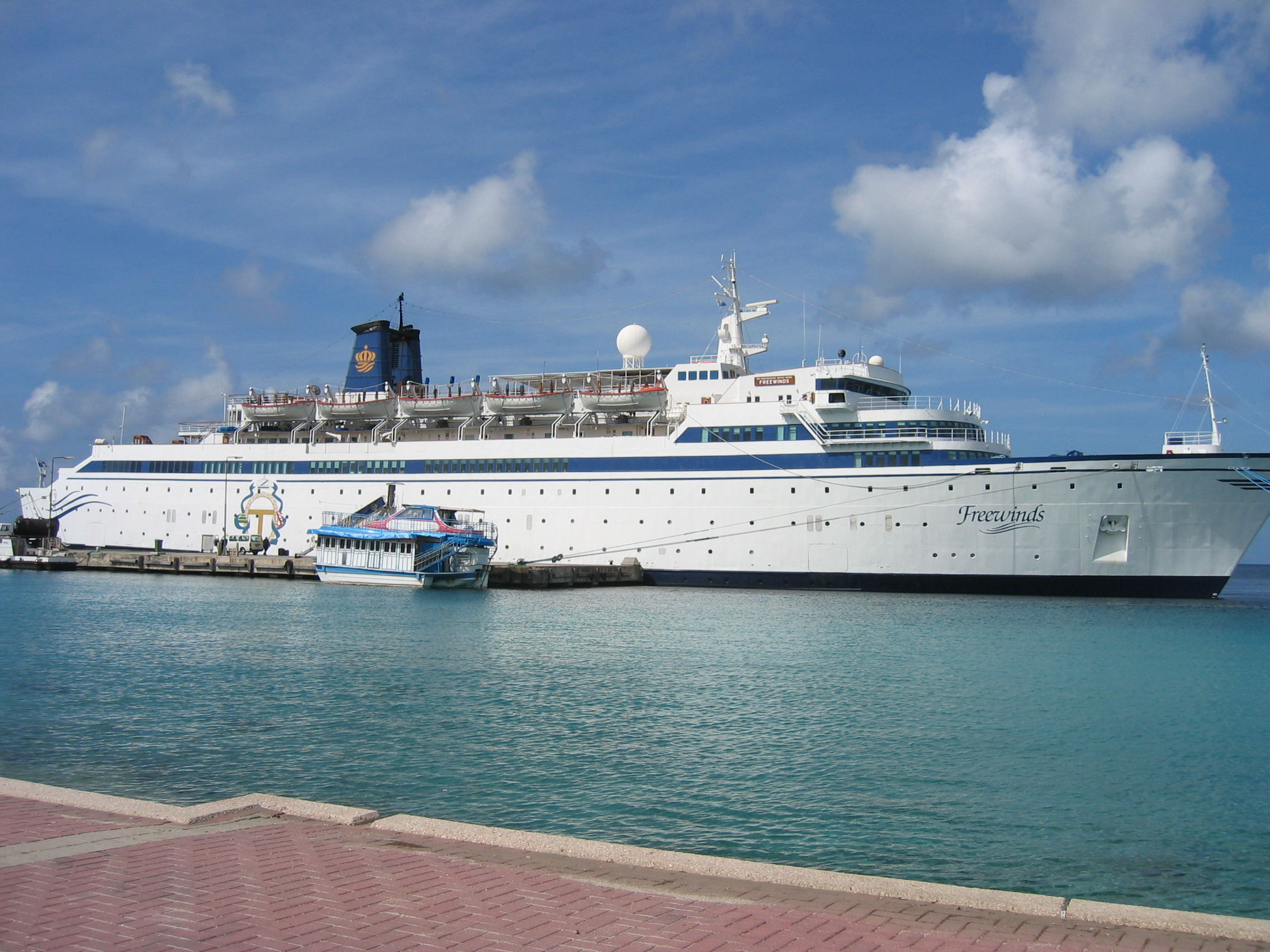
La Freewinds, nave di Scientology, in cui si svolgono i corsi per i più alti livelli

Oltre all'elevamento spirituale in quanto tale, le Chiese di Scientology organizzano periodicamente grandi "event" che si concludono inevitabilmente con raccolte fondi per l'attuazione di questo o quel progetto e le testimonianze parlano di forti pressioni a versare ingenti somme di denaro, o all'acquisto di materiali e gadget vari (braccialetto in argento per Clear: 370 euro; busto in bronzo di Hubbard, piccolo, 3200 euro ecc.).
Infine c'è la International Association of Scientologists (IAS), la cui tessera da 450 dollari l'anno è obbligatoria dopo i primi sei mesi e che a sua volta dispone di personale specializzato in raccolta di donazioni. Secondo Impact, la rivista della IAS, esistono diverse categorie di donatori: Sponsor (5 000 dollari); Crociato (10 000 dollari); Honor Roll (20 000 dollari); Patrono (40 000 dollari); Patrono con Onore (100 000 dollari); Patrono Meritorio (250 000 dollari); Silver Meritorious (500 000 dollari); Gold Meritorious (1 milione di dollari), Platinum Meritorious (2,5 milioni di dollari). I nomi dei donatori (da Patrono in su) vengono regolarmente pubblicati sulla rivista. Al 2004 l'unico Platinum Meritorious elencato era Tom Cruise. Nel 2007 l'attrice Nancy Cartwright, famosa per essere la doppiatrice di Bart nella serie animata I Simpson, è stata premiata con il Patron Laureate Award, dopo aver donato 10 milioni di dollari.
Se il costo dell'affiliazione è difficilmente determinabile e potenzialmente illimitato, l'essere scientologist ha dei costi alti, a volte più di quanto l'interessato si possa permettere mediante il mero ricorso a mezzi propri; esistono testimonianze di ex-aderenti indotti a ricorrere a prestiti bancari, da parenti o correligionari, o a vendere le proprie proprietà, o prestare servizi gratuitamente alla chiesa.

### La persona soppressiva e la disconnessione
Scientology costituisce un vero e proprio mondo a parte per i suoi membri, che vengono invitati a disconnettere, cioè a troncare i contatti, con chi è ostile al movimento e che, a giudizio degli istruttori di Scientology, ha l'unico scopo di distruggere Scientology, ostacolare il percorso spirituale dello scientologist, impedire il chiarimento del pianeta. La persona che quindi mette in atto un qualsiasi comportamento di critica o contrasto verso Scientology viene etichettata come "persona soppressiva" e può essere non solo il criminale conclamato che non ha mai speso una parola contro Scientology, ma anche il genitore semplicemente preoccupato dall'affiliazione del figlio, chi scrive un articolo critico su Internet, ecc. A volte si tratta di ex-membri che hanno abbandonato Scientology e parlano apertamente delle loro esperienze negative. Ai membri di Scientology viene vietato qualsiasi contatto con la persona etichettata come "soppressiva".
La disconnessione può arrivare a coinvolgere anche genitori, prole o coniugi, e ha come risultato finale l'embrione di una nuova società (quella dell'Homo Novus) il cui compito sarebbe di emendare gli umani dall'impronta del dolore prodottosi a seguito della catastrofe cosmica provocata da Xenu e dell'alterazione significativa della percezione della storia umana che ne fu conseguenza. I membri professionisti della Sea Organization firmano un contratto in cui si mettono al servizio di Scientology per un miliardo di anni (periodo di tempo giustificato dalla reincarnazione e dalla possibilità di indagare i ricordi delle proprie vite passate).

### "Attack the Attacker" (Attacca chi ti attacca)
Scientology ha la reputazione di intraprendere azioni ostili verso chiunque la critichi pubblicamente.
Giornalisti, politici, ex scientologisti, gruppi anti sette, già a cominciare dal 1960, hanno accusato Scientology delle più svariate malefatte e quasi senza eccezione tutte queste critiche sono state oggetto di ferma reazione da parte di Scientology attraverso cause legali e accuse pubbliche di personali malefatte da parte dei critici.
Molti critici hanno inoltre riferito di essere stati oggetto di molestie e minacce.
Le azioni e reazioni di Scientology avverso la critica riflettono la policy scritta da L. Ron Hubbard denominata "attack the attacker". La policy è stata codificata da Hubbard nella tarda metà degli anni sessanta in risposta alle investigazioni che il governo stava svolgendo su Scientology. Nel 1966 Hubbard, criticando il comportamento dell'organizzazione, scrisse la corretta procedura per attaccare i nemici di Scientology:
1. Individua chi ti sta attaccando;
2. Inizia immediatamente a investigare sui suoi crimini o sull'uso distorto che fa del suo ruolo;
3. Afferma che diamo il benvenuto alla loro indagine su di noi;
4. Inizia a fornire ai giornali ogni prova concreta su ogni scandaloso, efferato crimine commesso da chi ci attacca.
5. Non ti sottomettere mai docilmente a un'indagine su di noi. Rendila poco tranquilla, in tutti i modi rendi poco tranquillo chi ci attacca. Sicuramente noi non infrangiamo alcuna legge. Sicuramente non abbiamo nulla da nascondere. Ma chi ci attacca è semplicemente parte di un'agenzia di propaganda anti-scientology. Essi hanno dimostrato che non hanno interesse per i fatti e mentiranno a prescindere da ciò che troveranno. Per cui dimentica che ci possa essere un confronto sereno e inizia il nostro attacco al loro primo respiro. Mai aspettare. Mai parlare di noi - solo di loro. Usa i loro crimini sessuali e cruenti per avere le linee guida. Non usare noi. Affermo ciò alla luce di 15 anni di esperienza su queste cose. Non c'è mai stato alcun critico che non puzzi di criminale. Tutto quello che dobbiamo fare è ricercare i suoi crimini e l'assassino verrà fuori -- Attacks on Scientology, "Hubbard Communications Office Policy Letter", 25 febbraio 1966[69].

Nel 2007 un documentario della BBC su Scientology del reporter John Sweeney fu criticato dagli Scientologist. Sweeney asserì che «mentre stavamo girando il nostro documentario, sono stato sgridato, spiato; il mio hotel è stato invaso nel cuore della notte; sono stato indicato come bigotto dalle star scientologhe, ho subito un lavaggio del cervello, è così che mi sono sentito, in un mock-up di una stanza delle torture nazi-style e inseguito da sinistri figuri per le strade di Los Angeles.» In definitiva Sweeney racconta di essere stato pedinato e importunato durante tutto il periodo delle riprese, di essere stato provocato oltre il tollerabile e di essere platealmente esploso. Rappresentanti di Scientology hanno filmato la scena inviando il videoclip a parlamentari e colleghi e lo hanno reso disponibile su YouTube.
Scientology ha inoltre pubblicato un DVD in cui si accusa la BBC di avere organizzato una dimostrazione fuori dagli uffici londinesi dell'organizzazione, durante la quale sono state lanciate minacce terroristiche di morte contro gli scientologist.
La BBC descrive le accuse come «chiaramente ridicole e completamente prive di senso.» Sandy Smith, produttrice del programma della BBC, ha commentato che Scientology non conosce alcun modo per confrontarsi con qualsiasi tipo di critica.

### Fair Game
Hubbard ha dettagliato le regole per attaccare le critiche in numerose policy letters, incluso una denominata dai critici the Fair Game Policy. Questa prevede che coloro che sono stati dichiarati nemici di Scientology (le cosiddette persone soppressive o più semplicemente SP), «possono essere private della proprietà o ferite con ogni mezzo … Possono essere imbrogliate, le si può fare causa, mentire o distruggere» (fonte: HCOPL 18 Oct 67 Issue IV, "Punizioni per le Condizioni Inferiori").
La summenzionata policy fu cancellata e sostituita dalla HCOPL 21 July 68, Punizioni per le Condizioni Inferiori. Le parole «possono essere private della proprietà o ferite con ogni mezzo … Possono essere imbrogliate, le si può fare causa, mentire o distruggere» non vengono riprodotte in questa policy.
I critici di Scientology tuttavia affermano che la pratica del fair game sia stata rimossa solo sulla carta e non dalla prassi. A supporto di questa tesi, essi citano "HCO Policy Letter of 21 October 1968" dove si afferma che "la pratica di dichiarare la gente FAIR GAME cesserà. FAIR GAME non deve apparire in nessun Ordine di Etica. Ha causato cattiva pubblicità. Questa P/L non cancella alcuna direttiva sul trattamento o maneggiamento di una SP" (persona soppressiva).
Secondo quanto afferma Omar Garrison nel suo libro, tale policy fu redatta sotto la pressione del governo della Nuova Zelanda. Di quella policy Garrison cita "noi ci stiamo dirigendo verso un'etica mite e verso il coinvolgimento nella società". Garrison afferma che, almeno in parte, fu in base a questa policy riformata che la commissione d'inchiesta neozelandese non raccomandò alcuna azione legislativa contro Scientology. La fonte di queste affermazioni per Omar Garrison fu molto probabilmente il rapporto Dumbleton-Powles. Altri dati e citazioni possono essere trovati in quel rapporto.
In ogni caso, nel 1977 i più alti dirigenti del Guardian's Office di Scientology ammisero che il Fair Game era una policy vigente nel GO (Us vs Kember, Budlong Sentencing Memorandum - Undated, 1981).
In due separati processi, nel 1979 e nel 1984, i legali di Scientology argomentarono come il Fair Game fosse, nei fatti, un credo di base di Scientology e che come tale meritasse tutela come espressione religiosa.
Robert Vaughn Young, membro dello staff di Scientology per vent'anni, il 4 aprile 1994 in un suo affidavit diede una descrizione ampia della pratica del Fair Game.

### "Dead agenting"
Negli anni settanta Hubbard continuò a codificare le policy relative all'"attaccare chi ti attacca" coniando un termine che è usato frequentemente all'interno di Scientology: "dead agenting". Usato come verbo, il "dead agenting" è descritto da Hubbard come una tecnica, per reagire alle accuse mosse contro Scientology, volta a distogliere dalle affermazioni critiche attraverso il contro-accusare l'accusante (in altre parole "attacca chi ti attacca").
Hubbard definì la policy sul "dead agenting" in un bollettino del 1974:
(Handling Hostile Contacts / Dead Agenting, Serie PR 24, 30 maggio 1974)
In definitiva "Dead Agenting" si concretizza nell'attaccare e distruggere la credibilità della persona.
I critici di Scientology affermano che la pratica del "dead agenting" è comunemente usata sul newsgroup alt.religion.scientology per screditarli e diffamarli (analoghe iniziative possono essere rinvenute sul newsgroup free.it.religioni.scientology).
Il sito web religiousfreedomwatch.com, sponsorizzato da Scientology, propone descrizioni di estremisti anti-religiosi, quasi tutte le persone ivi descritte sono critici di Scientology.
Proponendo le foto dei critici e di presunte prove delle loro personali malefatte (cose di solito piuttosto vaghe come «documenti ricevuti dal Religious Freedom Watch mostrano come Kristi Wachter abbia pagato una persona per compiere uno specifico progetto al posto suo e ha anche istruito questa persona a mentire nel caso in cui questa persona fosse stata scoperta»).
Il sito religiousfreedomwatch.com è spesso portato ad esempio di attuale pratica di "dead agenting".
La pratica del dead agenting è stata usata contro i critici anche attraverso dei volantini.
Bonnie Woods, un'ex adepta che ha iniziato a consigliare le persone coinvolte in Scientology e i loro familiari, diventò insieme con il marito il target di azioni di dead agenting nel 1993, quando Scientology iniziò un'operazione di volantinaggio indicandola come promotrice di una campagna d'odio, con dimostrazioni fuori dalla sua casa e intorno al suo quartiere.
Dopo una lunga azione legale per diffamazione, nel 1999 l'organizzazione fu d'accordo a rendere pubbliche scuse pagando a Bonnie Woods 55 000 dollari per i danni e 100 000 dollari per i costi del processo.
Altri critici hanno riportato casi di simili molestie.

## Scritture
Le Scritture di Scientology consistono ufficialmente nelle opere scritte e nelle registrazioni su nastro delle parole di L. Ron Hubbard sul soggetto di Dianetica e Scientology. Esse, secondo le fonti ufficiali di Scientology, includono oltre mezzo milione di pagine scritte, oltre 3 000 registrazioni e circa 100 filmati. Riguardano ogni aspetto della pratica scientologica e della vita in generale, da come condurre una seduta perfetta di auditing a come lavare l'automobile o la biancheria, da come studiare ("tecnologia di studio") a come gestire un'impresa ("tecnologia di management").
Ogni tentativo di alterazione o distorsione delle Scritture (che sono coperte da copyright in tutte le principali nazioni) viene considerato una severa violazione dell'etica "ecclesiastica". Gli insegnamenti hubbardiani sono stati iscritti su tavolette di acciaio inossidabile, poi racchiuse in capsule di titanio e conservate in un enorme caveau costruito sul fianco di una montagna del Nuovo Messico. La proprietà, intestata alla Church of Spiritual Technology (una delle molte entità legali che fanno capo a ciò che viene comunemente definito "Scientology") è visibile dall'alto grazie a una figura geometrica incisa sul terreno. I due cerchi che si intersecano e le figure geometriche racchiuse al loro interno ricalcano appunto il logo della Church of Spiritual Technology, che fece costruire il caveau alla fine degli anni ottanta.
Ex scientologi che hanno familiarità con gli insegnamenti di Hubbard sulla reincarnazione sostengono che quel simbolo indica un "punto di ritorno" affinché i membri leali dello staff, quando nel lontano futuro torneranno qui da altri luoghi dell'universo, sappiano dove ritrovare le opere del fondatore. Come commentava il Washington Post in un suo articolo del novembre 2005, "non c'è nulla di peggio che arrivare dallo spazio profondo e non sapere dove parcheggiare".

## Riti
Scientology ha una serie di riti comuni alla maggior parte delle grandi religioni: tra di essi ci sono il naming o battesimo, il matrimonio, le cerimonie funebri. Questi riti sono celebrati da un ministro ordinato.
Essa non ha specifiche forme di preghiera, né intende portare i suoi membri a una salvezza in senso cristiano, bensì alla "conoscenza", al "miglioramento della vita e della comunicazione", in sostanza alla "felicità" terrena. Sulle riviste interne viene dato ampio risalto alle facoltà e capacità "paranormali" presumibilmente acquisite dagli "OT", anche se in un suo libro Hubbard raccomandava ai seguaci di non farne mostra con gli esterni, che non potrebbero capire.
Gli appartenenti a Scientology possono sposarsi con il loro rito anche con appartenenti ad altre religioni. Scientology è aperta a ogni religione e credo. Ciononostante, gli appartenenti alle religioni di matrice giudaico-cristiana dovranno presto abbandonare i loro capisaldi per rifarsi a quelli di Scientology non contemplati o apertamente osteggiati dalla loro religione di origine, quali ad esempio il concetto di reincarnazione o il fatto che, in Scientology, la beneficenza (carità) sia considerata un atto dannoso per chi la riceve e una semplice operazione di pubbliche relazioni per chi la fa.
Una considerazione a parte riguarda i membri della Sea Org; essi si contraddistinguono dagli altri appartenenti a Scientology per la maggiore dedizione verso gli scopi di Scientology e tra di loro i matrimoni avvengono solo tra correligionari. Tra le appartenenti donne della Sea Org, anche regolarmente sposate, la gravidanza non è ben vista in quanto la prole distoglie dall'obbligo primario di dedizione: Scientology. Chi, ritrovatasi incinta, decidesse di portare a termine la gravidanza e partorire, verrà inviata in strutture secondarie e dovrà rinunciare agli incarichi di prestigio, nel caso li avesse rivestiti.

## Struttura
Al più alto livello della gerarchia ecclesiastica vi è il Religious Technology Center (RTC) che è il detentore dei marchi commerciali e di impresa di Dianetics e Scientology e il cui scopo è "salvaguardare l'adeguato uso dei marchi commerciali, proteggere il pubblico e assicurarsi che la potente tecnologia di Dianetics e Scientology rimanga in buone mani e venga usata correttamente". Solo alle organizzazioni autorizzate, sotto l'autorità di RTC, viene permesso di amministrare i servizi di Dianetics e Scientology. Tutta la dirigenza del Religious Technology Center è composta da ufficiali della Sea Organization.
Scientology Internazionale (CSI) è la Casa Madre dell'organizzazione di Scientology che stabilisce la direzione per l'espansione dei suoi programmi umanitari e religiosi in tutto il mondo. CSI fornisce guida e assistenza tecnica a tutti i livelli delle organizzazioni di Scientology affinché esse a loro volta portino agevolmente i loro membri ai più alti livelli del progresso spirituale disponibile in Scientology, chiamato "Ponte verso la libertà totale". La CSI si avvale per le sue funzioni di organizzazioni di collegamento continentali e nazionali.
Subito dopo nella gerarchia viene l'Organizzazione di Servizio della Nave di Flag (FSSO - Flag Service Ship Organization), situato allo stesso livello ecclesiastico di Flag, che si trova in California, si trova a bordo della Motonave Freewinds di 135 metri. Qui si possono recare gli Scientologist di tutto il mondo indipendentemente dal livello raggiunto in Scientology e offre la possibilità di un ritiro spirituale lontano dai crocevia e dalla confusione del mondo. Il più alto dei livelli finora rilasciati, OT VIII, è disponibile soltanto a bordo della Freewinds.
L'Organizzazione di Servizio di Flag (FSO), a Clearwater, è il quartier generale spirituale della religione di Scientology. Essa amministra i più alti livelli religiosi dell'addestramento e dell'auditing in molte lingue a Scientologist di tutto il mondo. Nota come la Mecca di Scientology, FSO inoltre addestra gli staff al rango più elevato di ministro.
Proseguendo verso il basso nella gerarchia, incontriamo le Organizzazioni Avanzate e Organizzazioni Saint Hill. Vengono chiamate Saint Hill come l'originale Maniero di Saint Hill, collina a East Grinstead, nel Sussex, Inghilterra, casa del Fondatore nella prima metà degli anni 60 e prima Accademia della religione. Si tratta di college leader dell'organizzazione con ampi spazi e attrezzature per l'addestramento degli auditor. La maggior parte degli studenti della Saint Hill organizza i propri orari di frequenza per potersi dedicare a un intenso periodo di addestramento sul Corso di Istruzione Speciale di Saint Hill, il più esteso corso di addestramento in tutta Scientology.
L'Organizzazione Avanzata, pur condividendo lo stesso edificio di una Saint Hill, è al di sopra di essa dal punto di vista ecclesiastico e offre auditing e addestramento avanzati; è specializzata nell'auditing. Qui è dove gli Scientologist progrediscono sui livelli OT (Thetan Operante).
Sotto le Organizzazioni Avanzate e Saint Hill ci sono le Chiese di Scientology di Classe V (conosciute comunemente come "org") che rappresentano il primo scaglione delle chiese di Scientology. Come tali formano la maggioranza dei centri per l'addestramento di auditor, dove gli Scientologist raggiungono lo stato di Clear. Le filiali di Scientology di Classe V agiscono come fulcro delle attività di Scientology all'interno delle proprie comunità religiose, includendo gli Auditor del Campo e gruppi e missioni di un'area (vedi sotto). Istituite nelle principali città del mondo, è qui che i ministri di Scientology ricevono l'ordinazione: per "ministro di Scientology" si intende variamente sia l'auditor addestrato unicamente alle teorie hubbardiane, che chi abbia seguito un semplice corso di studio di poche ore; esse sono conosciute come organizzazioni di Classe V poiché addestrano gli auditor fino al livello di Auditor Diplomato di Classe V (un livello indicato nel percorso spirituale della religione Scientology noto come "Ponte verso la libertà totale".)
Scendendo di un altro livello nella gerarchia si hanno le Missioni. Mentre Scientology Internazionale è la Casa Madre per le organizzazioni fino al livello gerarchico finora illustrato, le Filiali hanno come loro Casa Madre, Scientology Mission International (SMI) che si trova all'interno di CSI e offre assistenza alle missioni di tutto il mondo per la consegna dei loro servizi. Le missioni offrono tutti i servizi introduttivi di Scientology e sono a un livello superiore rispetto agli Auditor del Campo e ai gruppi (vedi sotto). La certificazione e i completamenti dei corsi di addestramento e dell'auditing della missione vengono fatti presso la più vicina filiale.
Al fondo della gerarchia della religione di Scientology ci sono gli Auditor del Campo che sono i singoli ministri della religione di Scientology che lavorano autonomamente o in gruppi all'esterno delle chiese e missioni di Scientology organizzate, per aiutare nuovi Scientologist a progredire sul "Ponte verso la libertà totale": Essi svolgono semplici conferenze e amministrano i corsi introduttivi di Dianetics e Scientology. La certificazione e i completamenti dei corsi di addestramento e dell'auditing vengono fatti presso la filiale più vicina.
Le linee guida per i Ministri del Campo, formati da auditor, gruppi e Ministri Volontari che amministrano servizi all'esterno delle Chiese organizzate vengono fornite dalla Lega Ecclesiastica Internazionale dei Pastori Hubbard (I HELP) branca della CSI.
Figura peculiare della struttura organizzativa religiosa di Scientology sono gli FSM, o Membri dello Staff sul Campo. Essi si incaricano di instradare il pubblico nuovo verso i servizi di Scientology e ricevono una percentuale (generalmente del 10%) su corsi e servizi che i loro protetti andranno ad acquistare presso le diverse strutture fin qui elencate. Una provvigione del 15% è riconosciuta anche a chi piazza le donazioni alla IAS.
Ogni "organizzazione" o "associazione di Scientology" è rigidamente strutturata al suo interno in un organigramma a 9 divisioni e svariati dipartimenti. Questa struttura viene ripetuta specularmente dal basso verso l'alto e dall'alto verso il basso, cosicché poniamo il "Direttore Esecutivo" di un'org locale di Classe V dovrà rispondere del suo operato al suo omologo dell'org superiore ecc. Il tutto crea la cosiddetta "linea di comando" su cui viaggiano disposizioni, ordini di esecuzione ecc.

## Critiche e aspetti controversi
I governi di Svizzera (Rapporto della Commissione Consultiva della Sicurezza dello Stato. luglio 1998), Germania (Rapporto Jaschke del 1995 e Cosiddette Sette e Psicogruppi, rapporto finale presentato al Governo dal Parlamento Tedesco, giugno 1998) e Belgio definiscono ufficialmente Scientology come un culto totalitario. In Germania, in particolare, nel dicembre del 2007 il ministro dell'Interno tedesco Wolfgang Schäuble e i responsabili dell'Interno dei 16 stati federali hanno concordato di "non considerare Scientology un'organizzazione compatibile con la costituzione", aprendo quindi la strada per una possibile messa al bando dell'organizzazione.
In Belgio, dopo un'inchiesta durata sei anni, la procura è pronta a citare in giudizio l'organizzazione per diversi reati grazie ad alcune prove raccolte di recente.
In Francia, un documento parlamentare (Rapporto Guyard prodotto nel 1995) ha classificato l'organizzazione come un culto pericoloso; in Francia Scientology è stata condannata per truffa nell'ottobre 2009 e a una multa di 600 000 euro, evitando il rischio di scioglimento grazie a un recente emendamento legislativo che impedisce alla giustizia francese di sciogliere le organizzazioni condannate per truffa. In Gran Bretagna, Scientology non raggiunge gli standard legali per essere considerata una religione. In Grecia un'inchiesta partita nel 1995 ha portato alla condanna in tribunale e conseguente smantellamento dell'organizzazione avvenuto nel gennaio 1997. Lo status di Scientology continua a essere fonte di controversie in molti paesi nel mondo e Scientology stessa tende a presentarsi come religione o negando di esserla a seconda delle norme vigenti nel Paese.
Lo stesso Parlamento europeo nel 1997 si è occupato del fenomeno settario in Europa. Nella relazione viene più volte citata Scientology come esempio di setta.
Criticata a più riprese per gli onerosi corsi offerti ai suoi fedeli (necessari per evolversi a un grado più alto di conoscenza e di valore intrinseco), Scientology è stata spesso accusata, e a volte condannata, anche per maltrattamenti minorili, ricatti ed estorsioni, minacce ed evasioni fiscali, truffa. Oltre a ciò Hubbard si è lasciato andare negli anni a discutibili manifestazioni di apprezzamento verso il regime greco dei colonnelli e l'apartheid in Sudafrica.
Hubbard, al di fuori della cerchia di venerazione di cui ha goduto presso i suoi seguaci, è stato definito come un bugiardo patologico (la definizione di "bugiardo patologico" fu data da un giudice statunitense in corte), se non addirittura un malato di mente; si è sostenuto minasse la libertà di critica con i suoi sistemi educativi.

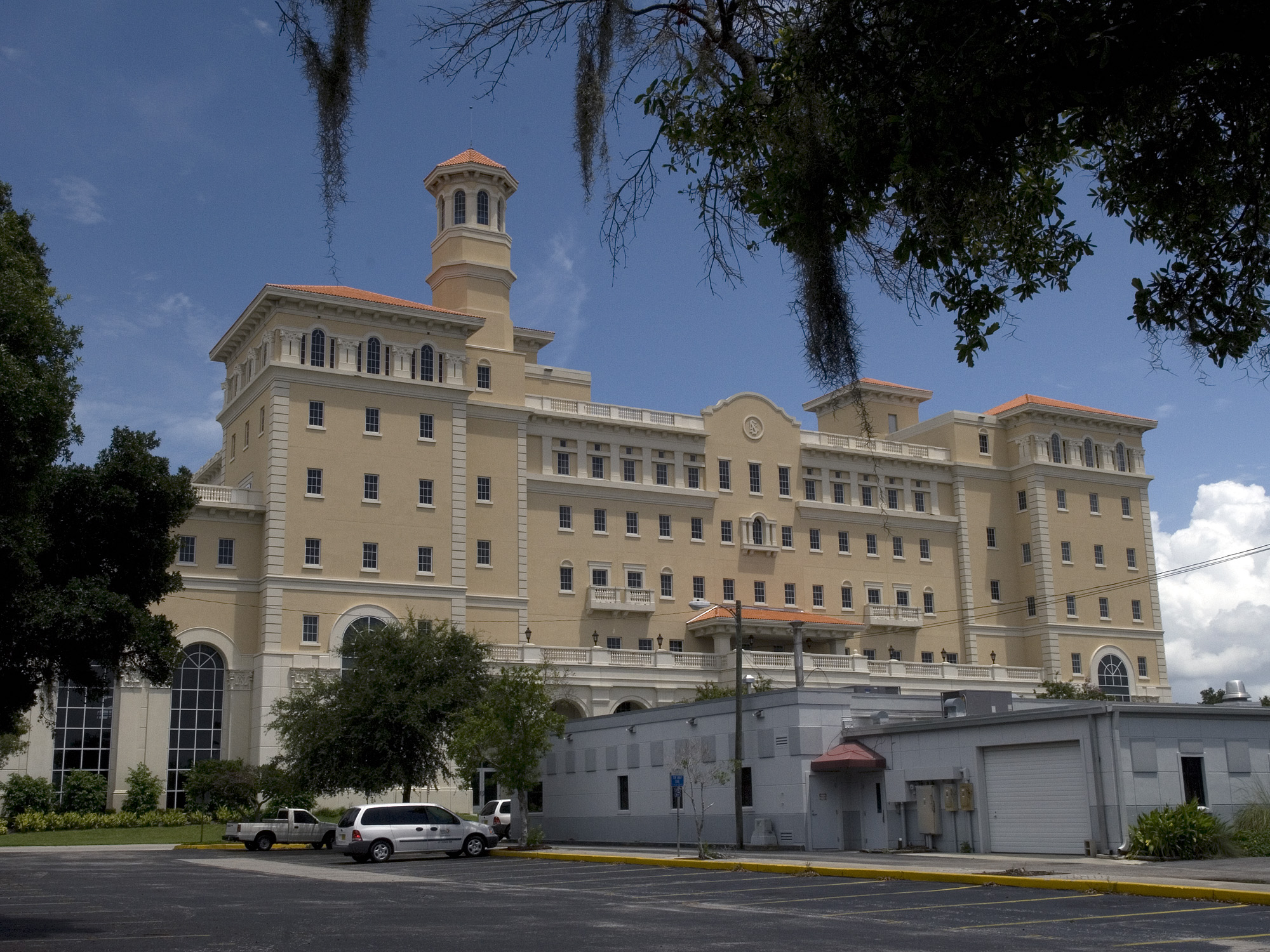
Nuova organizzazione di Scientology (cosiddetti Super Power) in California

Il simbolo di Scientology, la croce a otto punte, è molto simile a quello della setta dell'occultista Aleister Crowley di cui Hubbard fu membro (secondo Scientology come spia del governo americano anche se questa tesi è considerata assolutamente ridicola dai suoi detrattori).

## Celebrità affiliate
Scientology vanta tra le sue file importanti esponenti del mondo del cinema, i più noti dei quali sono Tom Cruise e John Travolta, che sostengono di aver tratto beneficio nel corso della propria vita dall'applicazione delle tecniche sviluppate da Hubbard. Nicole Kidman, seconda moglie di Tom Cruise, anch'essa sposata con rito scientologico, non ha proseguito l'affiliazione dopo il divorzio. Nemmeno Penélope Cruz, che con l'attore ebbe una storia importante, ha aderito al credo nonostante abbia seguito alcuni corsi. Anche la terza moglie, Katie Holmes, terminò la sua esperienza dopo la separazione per tornare alla religione cristiana.
Fra i membri dell'organizzazione figurano inoltre Kirstie Alley, Lisa Marie Presley, Nancy Cartwright, Jason Lee, Isaac Hayes, Giovanni Ribisi, Edgar Winter, Chick Corea, tutti testimonial di pubblicità in favore di Scientology.

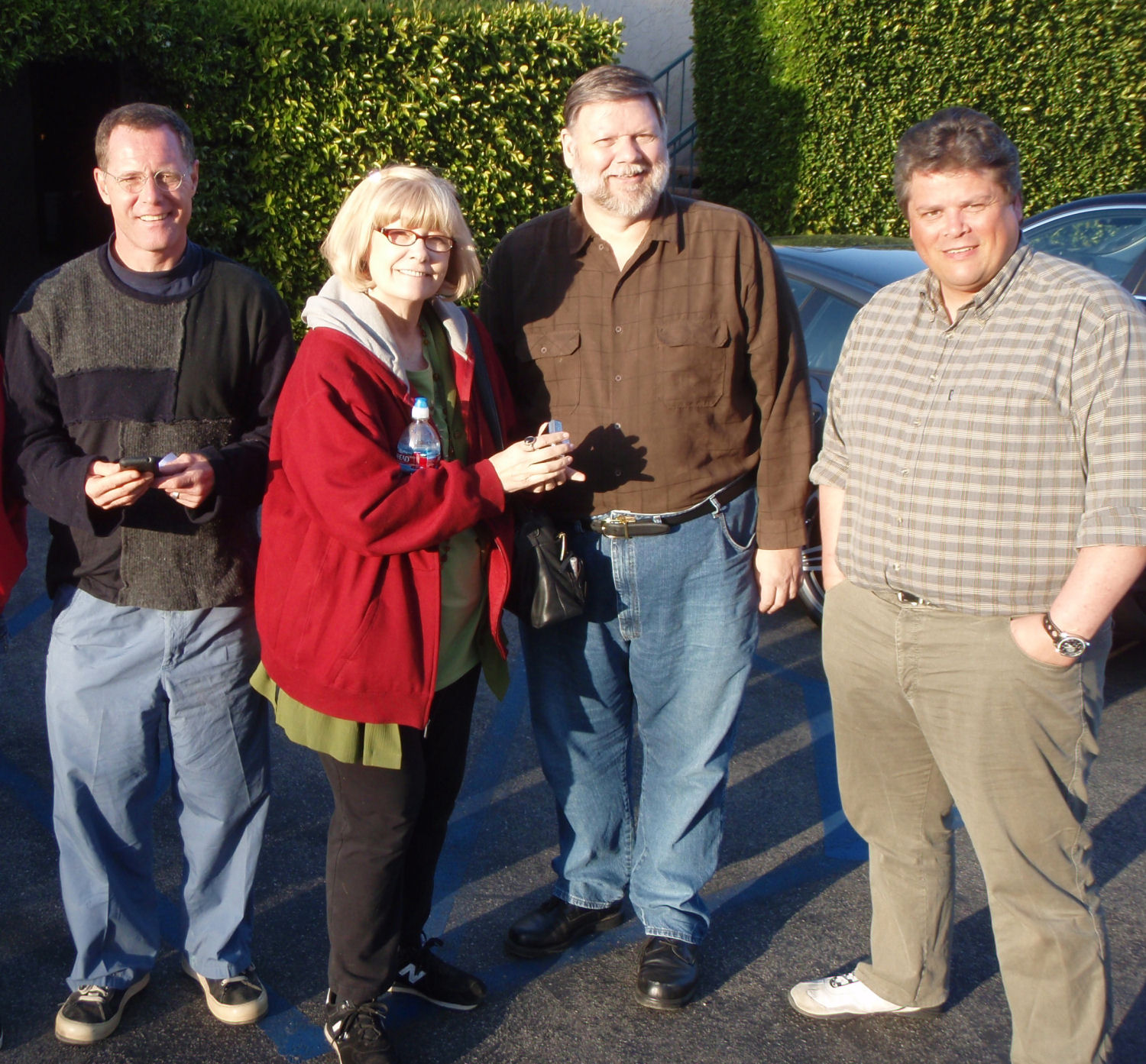
Jason Beghe, Tory Christman, Mark Bunker, e Andreas Heldal-Lund (2008)

L'attore Jason Beghe inizia a frequentare Scientology nel 1994, partecipando anche a video volti a promuovere l'organizzazione. Nell'aprile del 2008, lascia Scientology e comincia a criticarla pubblicamente. Il critico di Scientology Mark Bunker in quello stesso mese lo aiuta a inserire un'intervista, in cui Beghe parla della sua esperienza in Scientology, su YouTube. Paul Haggis, noto regista e produttore cinematografico, ha lasciato Scientology dopo 35 anni di militanza.
Altri nomi ugualmente di spicco hanno dichiarato di aver studiato l'argomento e seguito alcuni corsi, salvo poi orientarsi verso altri lidi. Si ritiene che in alcuni casi il sorprendente successo di Scientology fra le personalità più in vista dello star system non sia estraneo alla facilità con cui l'adesione all'organizzazione consente di accedere a un nutrito club privée di artisti, produttori e imprenditori particolarmente radicato nella zona di Hollywood. Star un tempo osannate dall'establishment scientologico, come ad esempio il musicista Frank Stallone fratello del più celebre Sylvester, non vengono più citate dalla letteratura interna, e Christopher Reeve, primo interprete di Superman sul grande schermo, non usò parole tenere per definire Scientology.
Lo stesso hanno fatto John W. Campbell, editore di Astounding Stories su cui venne originariamente pubblicata la teoria dianetica e uno dei primi grandi sostenitori di Hubbard, e lo scrittore e filosofo William S. Burroughs, inizialmente affascinato dalle teorie di Hubbard che in seguito però definì "enunciati apertamente fascisti". Tra le celebrità, o comunque tra gli artisti italiani seguaci del credo hubbardiano troviamo Maria Dragoni, soprano. Aldo Reggiani (1946-2013), protagonista della prima Freccia Nera e poi regista teatrale, lasciò invece Scientology nel 2007.
Alcuni attori e attrici ringraziano Scientology sul proprio sito web: è il caso di Jessica Polsky e di Michel Altieri. Altri artisti celebri invece partecipano a eventi di Scientology e la loro partecipazione viene pubblicizzata su riviste del movimento, è il caso di Roby Facchinetti dei Pooh e di Luca Jurman.
In Italia per un certo tempo si portava come esempio di celebrità conquistata alla causa Maria Pia Gardini, presentata come sorella (in realtà cugina) dell'imprenditore Raul Gardini. La donna, che alla fine degli anni ottanta raggiunse il massimo livello OT disponibile (OT VIII) e vinse il titolo di "auditor dell'anno" di Flag, ha poi lasciato il movimento e ha rilasciato dichiarazioni profondamente critiche, accusando il movimento di truffa ed estorsione. Ron Hubbard considerò sempre importante conquistare celebrità alla causa di Scientology (in particolare considerava obiettivi interessanti Ernest Hemingway, Charlie Chaplin, Greta Garbo e Walt Disney, ma anche tanti altri), e scrisse a tale proposito direttive specifiche per reclutare personaggi famosi e opinion leader.

## Scientology in Italia, critiche e vicende penali
(Ersilio Tonini)

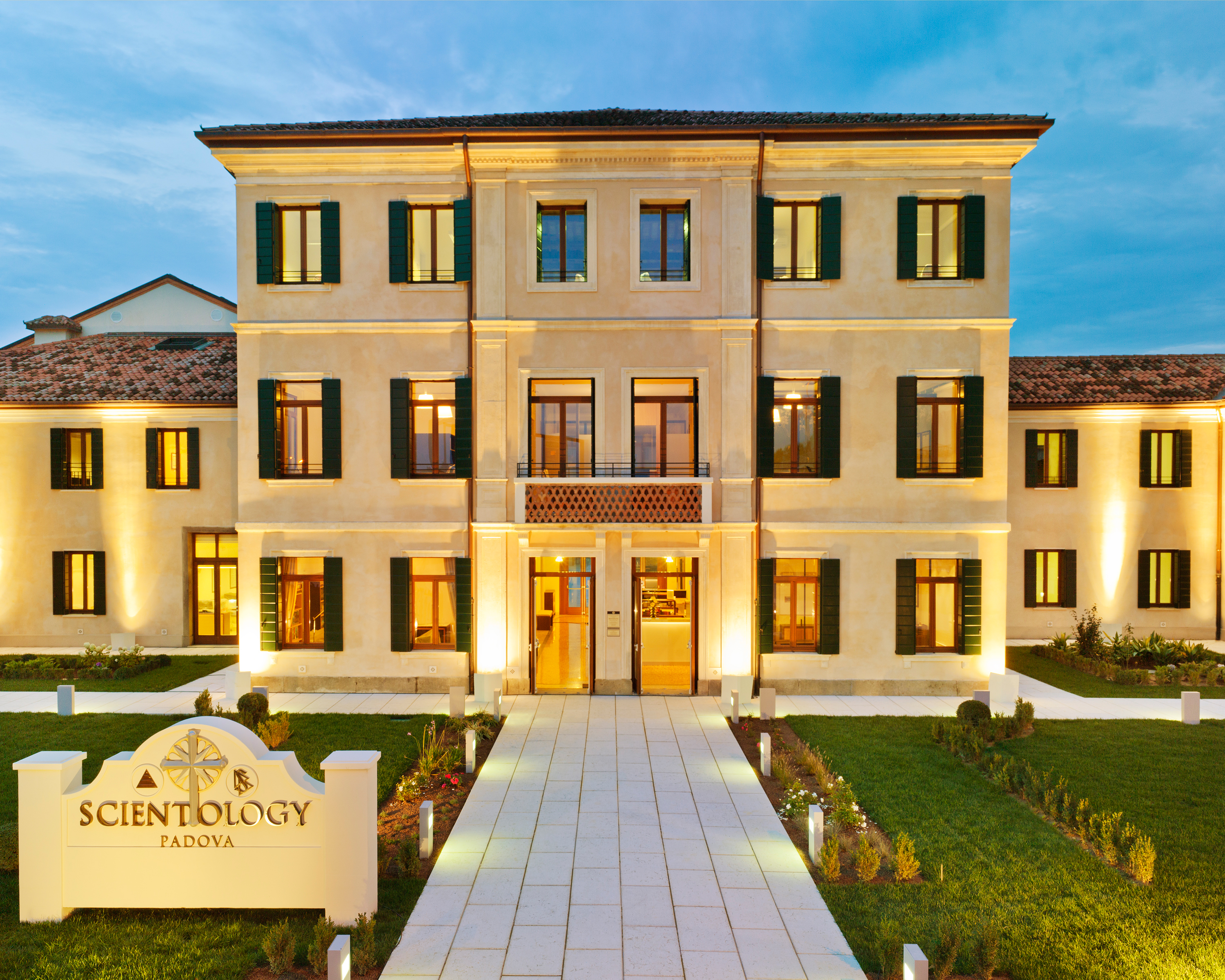
Chiesa di Scientology a Padova.

In Italia si contano 12 chiese, 30 missioni e, secondo quanto riporta Scientology, vi sono più di 300 000 associati. Anche il Cesnur affronta l'argomento e stima il numero degli scientologists italiani nel 2007 tra i diecimila e i cinquantamila.
Scientology arrivò in Italia nel 1974 con la fondazione del primo "Hubbard Dianetics Institute". Nonostante Scientology fosse stata fondata nel 1954, inizialmente in Italia il nome Scientology non fu utilizzato, né il movimento si presentava come una religione. Il primo statuto della sede di Milano del 1977 affermava che l'organizzazione aveva natura "idealistica", la dianetica era indicata non quale religione ma quale scienza. Con lo statuto del 1982 (dopo circa trent'anni dalla fondazione di Scientology) per la prima volta i fini dell'organizzazione verranno definiti "religiosi, culturali e idealistici" anche in Italia, e sarà introdotto il termine "chiesa", nonostante l'organizzazione di Milano continuasse a denominarsi Dianetics Institute. Con lo statuto del 1985 l'organizzazione assumerà anche in Italia il nome di Chiesa di Scientology.
Con i primi seguaci arrivarono anche le prime polemiche. Sin dall'inizio infatti i vari centri di dianetica furono oggetto di esposti e indagini di varie preture d'Italia per reati di truffa, violazione valutaria, associazione a delinquere, esercizio abusivo della professione medica, circonvenzione di incapaci, violazioni delle leggi che disciplinano il rapporto di lavoro. Alla metà degli anni ottanta Scientology fu quindi al centro di una monumentale inchiesta giudiziaria che si concluse con il rinvio a giudizio, nel 1988, di 140 operatori dei suoi centri, ormai diffusi su quasi tutto il territorio nazionale.
Le imputazioni spaziavano dalla circonvenzione di incapace all'abuso della professione medica, fino all'associazione per delinquere. Il procedimento, che per 12 anni vide alternarsi pesanti condanne dei giudici di merito e annullamenti dalla Corte di cassazione, si concluse in via definitiva nel 2000. I vertici furono assolti dall'imputazione di associazione per delinquere, ma furono mantenute alcune condanne per circonvenzione di incapace e abuso della professione medica. Del 1989, ribadita, dopo un annullamento con rinvio della Corte di cassazione, dalla Corte di Appello di Bologna nel 1993 (N. 2011 R. Sent. N. 1371/92-p R. Gen), la condanna del Pretore di Modena per truffa e abuso della professione medica in merito al cosiddetto "Purification Rundown" o programma di purificazione, ancora commercializzato sia da Scientology che dal suo ente associato Narconon.
Nel 1996 Scientology (più propriamente la New Era Publications Italia Srl, casa editrice dell'organizzazione) viene condannata dall'Autorità garante della Concorrenza e del Mercato per pubblicità ingannevole (Provvedimento n. 3582). Si legge nel provvedimento del Garante: che il messaggio pubblicitario, apparso sul settimanale "Oggi" (n. 35 del 30 agosto 1995, pag. 87), teso a promuovere la vendita, effettuata dalla New Era Publications Italia Srl, del libro "Dianetics" di L. Ron Hubbard, abbinata all'omaggio del libro "La via della felicità", costituisce, limitatamente alla parte in cui si vantano come riconoscimenti da parte di 130 Governi e del Congresso degli Stati Uniti semplici ringraziamenti di cortesia per l'invio in omaggio del libro "La Via della felicità", pubblicità ingannevole, ai sensi dell'articolo 2, lettera b), del Decreto Legislativo n. 74/92, e ne vieta l'ulteriore diffusione.
Nel 1997 Scientology viene condannata nuovamente dall'Autorità garante della Concorrenza e del Mercato per pubblicità ingannevole (Provvedimento n. 5016). Si legge nel provvedimento del Garante: che il messaggio pubblicitario reclamizzante 20 lezioni di "Anatomia della mente umana", così come descritto al punto 2, è da ritenere ingannevole ai sensi degli artt. 1 e 2, con riferimento all'articolo 3 del Decreto Legislativo del 25 gennaio 1992 n. 74, per le ragioni e nei limiti esposti in motivazione, e ne vieta, con effetto immediato, l'ulteriore diffusione.
Nel novembre del 2004 il Tribunale di Cagliari condanna (N. 1555/2003 R.G. TRIB. N. 25/1999 R.N.R.) un dirigente della locale organizzazione di Scientology a 4 anni e 6 mesi di reclusione per il reato di estorsione, nel dettaglio il dirigente è stato condannato: perché, anche in concorso con altre persone non identificate, con più azioni esecutive del medesimo disegno criminoso, mediante minacce, costringeva ripetutamente De. R. a consegnargli varie somme di danaro in contanti per un ammontare complessivo di circa cento milioni di lire, così procurandosi l'ingiusto profitto della predetta somma, con pari danno della persona offesa. Minacce consistite: nel prospettare la morte della persona offesa e dei suoi genitori; nel prospettare rivelazioni su particolari intimi della vittima appresi nell'ambito dell'associazione "Missione Chiesa di Scientology" di Cagliari frequentata dalla vittima (e di cui il Ca. era dirigente).
Attualmente Scientology è presente in Italia con una ventina di "org" (chiese) e una quarantina di missioni sparse su tutto il territorio nazionale, con una netta prevalenza nelle regioni settentrionali. Nel 1997 dichiarava 100 000 seguaci sul territorio nazionale, ma il Rapporto di Pubblica Sicurezza del Ministero dell'Interno su "Sette religiose e nuovi movimenti magici in Italia" del 1998 ne fissò il seguito a circa 7 000 unità.
Il rapporto del 1997 redatto dal Dipartimento di Pubblica Sicurezza e inviato il 29 aprile del 1998 dal Ministero dell'Interno alla Commissione per gli Affari Costituzionali contiene molti passi critici nei confronti di Scientology.
Il rapporto rileva sia gli altissimi costi dei procedimenti sia le tecniche di reclutamento attraverso, si cita testualmente, "un test gratuito di "misurazione della personalità", rappresentato da un questionario formato da circa duecento domande rivelatrici (in realtà mirate a conoscere meglio gli aspetti caratteriali dei loro interlocutori); dopodiché, individuati i soggetti più influenzabili, li convincono a "curarsi", sottoponendosi a sedute di auditing".
Lo stesso rapporto sottolinea che le procedure di Scientology sono destinate ad attuare il sistema di "condizionamento mentale". Il quadro d'insieme che si ricava dal Rapporto è quindi estremamente negativo verso Scientology che viene descritta come una vera e propria setta.

### I gruppi legati a Scientology
Scientology, anche in Italia, è presente con numerose organizzazioni collegate. Quattro di esse agiscono sotto l'"ombrello" dell'Association for Better Living and Education
- Applied Scholastics,
- Criminon,
- Fondazione Via della Felicità,
- Narconon.

Altri gruppi legati a Scientology sono:
- Associazione per i diritti umani e la tolleranza onlus,
- Comitato dei Cittadini per i Diritti Umani (CCDU),
- Cult Awareness Network,
- Gioventù per i Diritti Umani - Diritti e Tolleranza,
- Hubbard College of Administration,
- Ministri Volontari, PROCIVICOS (Ministri Volontari per la Protezione Civile),
- WISE (World Institute of Scientology Enterprises).

Attraverso questi gruppi sono state lanciate campagne pubbliche tra cui: "Dico no alla Droga", "Voglia di Imparare", "Perché non accada" e "United For Africa". Tali campagne vengono indicate come un mezzo per farsi pubblicità "a poco prezzo" e raramente viene esplicitato che dietro la campagna c'è Scientology.
I critici sostengono che tali gruppi e attività sarebbero "di facciata", utili per diffondere occultamente gli ideali religiosi di Scientology in ambiti laici in cui non sarebbero altrimenti ammessi, per reclutare nuovi seguaci e per diffondere un senso di legittimità. Alcuni dei suddetti enti (CCDU, Narconon, Applied Scholastics) nonostante negli Stati Uniti facciano parte del "gruppo" di affiliate che godono dell'esenzione fiscale concessa a Scientology nel 1993 (in quanto impegnati al perseguimento di un fine religioso), in Italia sono stati registrati in modo autonomo e negano ogni legame con la "organizzazione madre", presentandosi come entità del tutto autonome, laiche e al più collegate solo "ideologicamente" ma non subordinate a essa. In realtà, ex staff e sostenitori dell'organizzazione hanno successivamente dichiarato di poter dimostrare che nessuna di queste organizzazioni è in realtà autonoma, in quanto ogni decisione esecutiva proviene o deve comunque essere sottoposta preventivamente al vaglio dell'Ufficio degli Affari Speciali di Scientology. Tutti i recapiti telefonici del CCDU, ad esempio, fanno capo a utenze interne di Scientology, e le attività della Onlus sul territorio sono coordinate da un membro della Sea Org, il responsabile per la riforma sociale.
L'inchiesta del 1988 del giudice Mulliri in merito alle attività del Narconon presentò però una realtà completamente diversa e una precisa direzione dell'organizzazione, mentre il CCDU risulta nell'organigramma ufficiale di Scientology come parte del suo "Dipartimento 20" (Ufficio degli Affari Speciali).

#### Dico no alla droga
Dico no alla Droga è un'associazione che promuove una campagna d'informazione contro le droghe promossa da Scientology e fondata, secondo quanto afferma Scientology, sui principi espressi da L. Ron Hubbard. Negli Stati Uniti d'America l'omologa organizzazione è denominata Foundation for a Drug-Free World. La campagna è nata in Italia nel 1987 e si avvale come testimonial di gente di spettacolo, sportivi e politici.
L'attività si articola nella diffusione di volantini e opuscoli informativi e in incontri informativi anche presso le scuole tenuti da membri della chiesa di Scientology.
La campagna viene additata come mezzo per farsi pubblicità "a poco prezzo" e raramente viene esplicitato che dietro la campagna c'è Scientology.

### Riconoscimento giuridico nello Stato Italiano
Scientology non è riconosciuta come confessione religiosa dall'ordinamento giuridico italiano e non è altresì riconosciuta come ente di culto. Pertanto, Scientology, mancando sia dell'intesa che della qualifica di ente di culto, non è riconosciuta dallo Stato Italiano come religione.
È tuttavia oggetto di dibattito, anche giuridico, se Scientology sia o meno una confessione religiosa di fatto. Scientology richiama, come sorta di riconoscimento, alcune sentenze della Cassazione: ad es. la Sentenza 22 ottobre 2001, n. 12871. Questa sentenza, tuttavia, si limita ad affermare che: la riducibilità di una data organizzazione nel novero delle confessioni religiose deve essere riscontrata e accertata, secondo le indicazioni della Corte Cost. Sent. 195 del 27 aprile 1993, sulla base degli elementi ritraibili, oltre che dalla valutazione dello Statuto, dell'esistenza di precedenti riconoscimenti pubblici e, infine, dalla comune considerazione. La sentenza pertanto dà prescrizioni al giudice tributario su quali princìpi basare le proprie decisioni, non dando quindi alcun "bollino di riconoscimento".
In altre sentenze della Cassazione si riconosce tuttavia il carattere religioso dell'"ente di natura associativa" Scientology o comunque si cita: "pur ammettendo il carattere religioso..." (Cassazione. Terza Sezione Penale. Sentenza 23 febbraio 2000, n. 2081, sentenza che statuisce la natura commerciale di alcune attività del Narconon). In definitiva, la mancanza di un formale riconoscimento da parte dell'ordinamento giuridico italiano fa sì che la natura di confessione religiosa andrà accertata di volta in volta (le sentenze in Italia non sono un precedente vincolante) dal giudice chiamato a dirimere una data questione. L'accertamento della natura religiosa andrà fatto sulla base dei principi indicati dalla Corte costituzionale che dice: Nulla quaestio quando sussista un'intesa con lo Stato. In mancanza di questa, la natura di confessione potrà risultare anche da precedenti riconoscimenti pubblici, dallo statuto che ne esprima chiaramente i caratteri, o comunque dalla comune considerazione.

## Pronunce istituzionali in favore di Scientology
- novembre 2007 - In Spagna la terza sessione amministrativa dell'Audiencia Nacional, il tribunale speciale spagnolo, ha dato il via libera all'iscrizione di Scientology nel Registro unico delle Entità Religiose del Ministero della Giustizia, dandole così personalità giuridica. Per ottenere la pronuncia favorevole (dopo il diniego avuto dal Ministero della Giustizia, due anni prima) Scientology ha dovuto riscrivere il proprio statuto[114].
- 5 aprile 2007 - La Corte Europea dei diritti dell'uomo ha accolto il ricorso della Scientology contro la Russia. In particolare il processo ha sanzionato la Russia per la condotta che ha tenuto nella richiesta di registrazione come ente religioso di Scientology, poiché ha negato tale registrazione senza fornire spiegazioni adeguate. In sostanza, quindi, Scientology non viene "riconosciuta" come religione (compito che non è di pertinenza della Corte Europea dei diritti dell'uomo), più semplicemente viene sanzionato il comportamento negligente delle istituzioni Russe nella valutazione dello status di Scientology[115][116].
- ottobre 2001, la Sezione Civile della Corte suprema di cassazione ha annullato una precedente sentenza sfavorevole a Scientology della Commissione Tributaria Regionale di Milano, in quanto ha affermato che la natura religiosa di un ente va accertata di volta in volta sulla base delle indicazioni date dalla Corte costituzionale[112].
- Nel 1993, negli USA, Scientology ottiene la piena esenzione fiscale per sé e i gruppi affiliati e il riconoscimento dello status di "charity".

## Nella cultura di massa
- La band metalcore cristiana Demon Hunter ha ammesso pubblicamente l'ostilità verso Scientology. Il brano The Science Of Lies ("La Scienza delle bugie") è infatti dedicato a Scientology e al dire della band "alla sua sfilza di bugie e lavaggi del cervello".
- Frank Zappa, nella sua opera rock Joe's Garage del 1973, nel pezzo A Token Of My Extreme satirizza Scientology e il suo fondatore, utilizzando nomi ispirati alla realtà. Infatti il protagonista Joe, dopo essere stato devastato mentalmente da Lucille, "finalmente fa qualcosa di intelligente e paga un sacco di soldi a L. Ron Hoover, per entrare nella prima chiesa di Appliantology". Facilmente intuibili le assonanze tra i nomi del fondatore e della sua creazione. In questa "chiesa" Joe avrà consigli sul suo malessere fisico e mentale derivante dalla musica e dalle sue esperienze sessuali.
- Altre parodie sono dovute alla penna dell'autore americano Matt Groening nelle serie animate I Simpson e Futurama. Nella prima si parla di una setta, "i movimentariani" che assaltano Springfield, dove abitano i Simpson, e circuiscono molti abitanti del luogo. Per quanto la puntata prenda di mira molti movimenti, alcuni aspetti di Scientology sono evidenti. Nella seconda si parla della Chiesa di Robotology, che ha costruito nel lontano futuro un inferno per robot nel New Jersey.
- La serie d'animazione South Park, famosa per affrontare argomenti controversi, ha parodiato Scientology nell'episodio 12 della stagione 9 dal titolo Intrappolato nello stanzino (Trapped in the Closet)[117], in cui uno dei protagonisti, Stan, diventa un membro di Scientology senza sapere esattamente cosa stia facendo e finisce per venire salutato dai membri più anziani come la reincarnazione di Hubbard. In verità non si tratta di una vera e propria parodia del movimento, in quanto vengono mostrate delle sequenze animate che rispecchiano le credenze dei membri del gruppo, con la scritta in sovrimpressione «Questo è ciò in cui credono veramente i membri di Scientology». Alla fine dell'episodio (in cui fra l'altro appaiono dei membri famosi come Tom Cruise e John Travolta) si scopre che gli attuali capi di Scientology sono pienamente consapevoli che il verbo di Hubbard sia una grande menzogna, ma ciononostante continuino a mandare avanti il culto per fare soldi a palate provenienti dai loro fedeli.
- Anche il gruppo musicale italiano Elio e le Storie Tese ha preso di mira i "dianetici". Nel brano Farmacista dell'album Craccracriccrecr si citano i "dianetici" e i "testimoni" (di Geova?) come movimenti mirati alla circonvenzione di persone incapaci. Il brano Pagano dell'album Cicciput parla di una persona che non riuscendo a trovare uno stabile orientamento religioso dopo aver vagliato diversi culti, tra cui anche Scientology, si dedica completamente all'adorazione degli dei greci e latini.
- Nel videogioco d'azione del 2013 Grand Theft Auto V esiste una setta religiosa fittizia, l'Epsilon Program, profondamente basata su Scientology. È possibile svolgere delle missioni per l'Epsilon, previo pagamento di cospicue donazioni.

## Influenza culturale
All'organizzazione è dedicato il documentario Going Clear: Scientology e la prigione della fede (2015), diretto da Alex Gibney, nel quale si alternano testimonianze di otto ex-membri alla storia dell'organizzazione; Scientology cercò di impedirne inutilmente la distribuzione.
Nel 2012 è stato prodotto il film The Master, che è una pellicola che è ispirata parzialmente alla vita di L. Ron Hubbard.
Nel 2015 è stato prodotto un altro documentario intitolato My Scientology Movie per la regia di John Dower.
Tra il 2016 e il 2019 l'ex-scientologa Leah Remini ha presentato un docuserie in lingua inglese di denuncia su Scientology Leah Remini: Scientology and the Aftermath con numerose interviste e testimonianze, giunto alla sua terza stagione.